# 中世後期のスコットランド
中世後期のスコットランド（ちゅうせいこうきのスコットランド）は、1286年のアレクサンダー3世の死から1513年のジェイムズ4世の死までの間とされ、この時期に、13世紀末のウィリアム・ウォレスや14世紀初頭のロバート・ブルースのような人々の努力のもとでイングランドからのスコットランドの独立を確立した。ステュワート王朝下の15世紀において、政治的な混乱がありながらも、王は独立的な領主を犠牲にして政治的支配を増大し、現代のスコットランドの境界にほぼ等しいまでに、失われていた領地の大部分を回復した。しかし、フランスとの古い同盟のために生じた1513年のフロドゥンの戦いにおいて、スコットランド軍は大きな敗北を喫し、ジェイムズ4世が亡くなった。この結果、王の未成年期が続くことになり、政治的に不安定な時代が長く続くことになった。
この時期に、スコットランドの経済はゆっくりと進展した。14世紀半ばにおそらく100万人弱だった人口は黒死病の到来後に減少を始め、16世紀初めまでにはおそらく50万人ほどにまで減少した。スコットランドの低地地方と高地地方においてそれぞれ異なった社会制度と文化が進展し、テイ川以北ではスコットランド・ゲール語が最もよく使用される言語であり続けたのに対し、南部では中スコッツ語が支配的であった。中スコットランド語が支配的階層や政府、新しい国民的文学のための言語となった。宗教においては大きな変化が起こり、托鉢修道会が見られるようになり、特にバラ（都市）において新しい形の信心が登場した。
この時期の終わりまでには、スコットランドはヨーロッパ的ルネサンスの主要原則の多くを採用し、それは美術や建築、文学、さらには成熟した教育制度にまで及んだ。さらに、この時代にスコットランドにおける明確な国民意識の登場があったのと同時に、スコットランドの異なった地域間での相違が顕著になった。その地域間の相違は宗教改革の時代に特に重要になる。

## 政治史

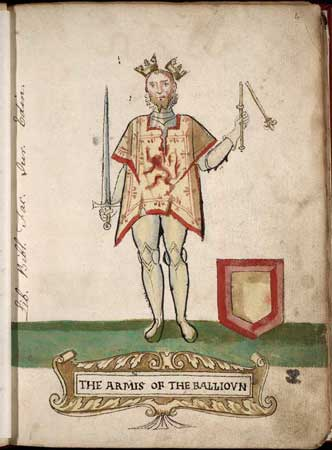
1562年の紋章集(Forman Armorial)において象徴的に壊れた王冠と王笏を持つジョン・ベイリアル

### スコットランド独立戦争 1286年–1371年

#### 王ジョン
1286年にアレクサンダー3世が亡くなり、それに続き彼の孫娘であり相続人であったマーガレット（「ノルウェイの乙女」と呼ばれる）が1290年に亡くなることにより、14人の王位請求者が残された（大訴訟 英語版）。スコットランドの有力者は内戦を避けるためにイングランド王エドワード1世に仲裁を頼んだ。エドワードは、スコットランドの王国はイングランド王に封建的に従属するという法的認可を引き出し、その後、請求者の中から最も有力な権利を主張するジョン・ベイリアルを選んだ。彼は王ジョンとして1292年11月30日に即位した。次点で有力な権利を主張したアナンデイルの領主ロバート・ブルースは、ためらいながらもこの結果を受け入れた。続く数年に渡り、エドワード1世は引き出した譲歩を利用し、王ジョンの権威とスコットランドの独立を体系的に弱めていった。1295年、ジョンは主要な参謀らの勧めに応じ、フランスと同盟を結んだ。古い同盟の始まりである。
1296年、エドワードはスコットランドに侵入し、ジョンを廃した。翌年、ウィリアム・ウォレスとアンドリュー・マリー（英語版）はイングランドによる占領に抵抗するために挙兵し、彼らの協力的な指導によりスターリング・ブリッジの戦いでイングランド軍を打ち破った。マリーは戦いで受けた傷によりほどなくして死亡し、ウォレスは王国のガーディアン（Guardian）として王ジョンの名で短期間スコットランドを統治した。エドワードは自らスコットランドへと北上し、1298年7月、フォルカークの戦いでウォレスを破った。ウォレスは逃れたが、おそらくスコットランドのガーディアンを辞した。1305年、彼はイングランドの手に落ち、イングランドに忠誠を誓っていないにもかかわらず反逆の罪で処刑された。

#### ロバート1世

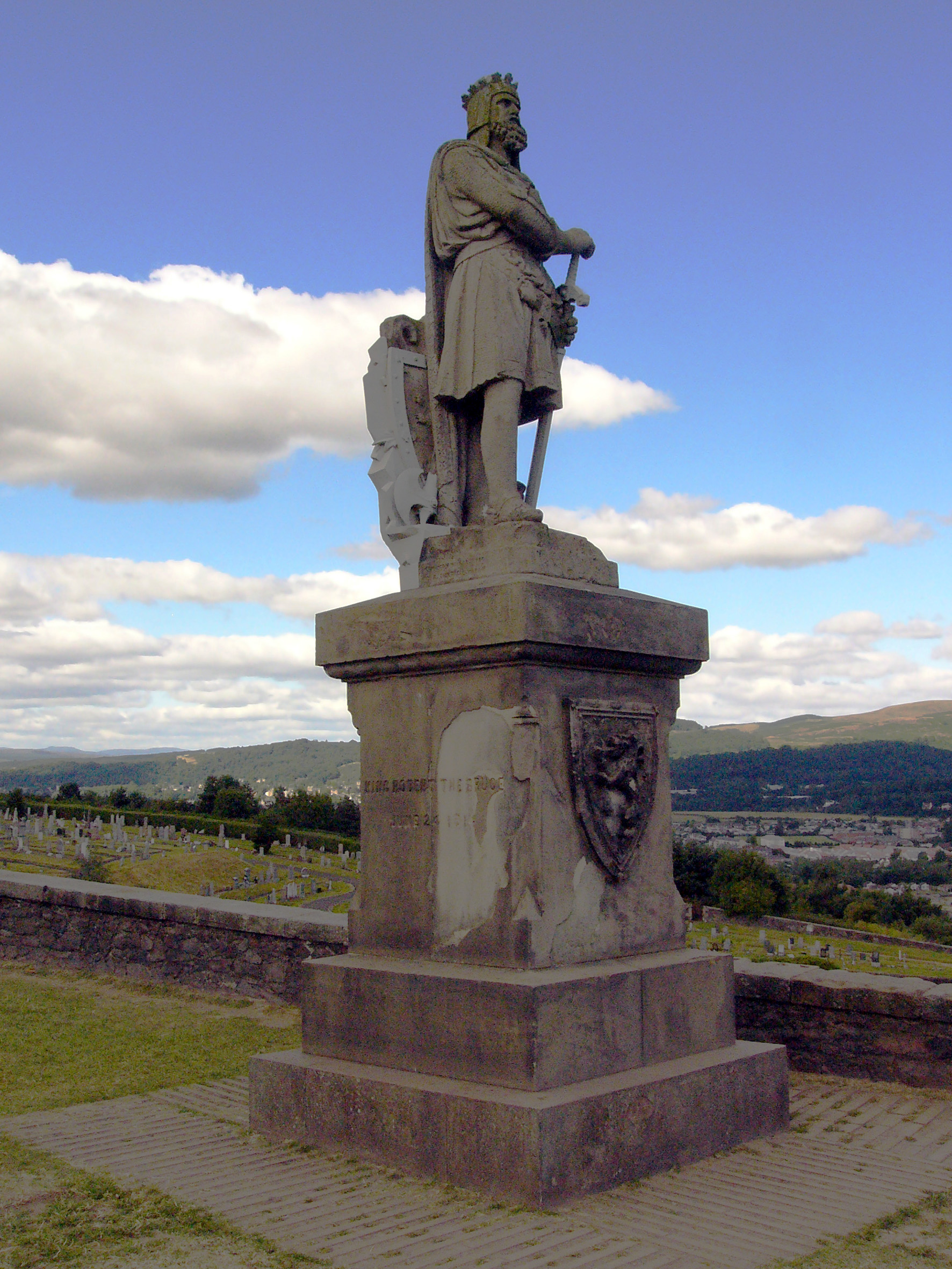
ロバート1世を記念したスターリング近くの立像

ジョン・カミン(John Comyn)と、王位請求者であったアナンデイルの領主ロバート・ブルースの孫であるロバート・ブルースという2人の競争者が、ウォレスのあとを継いで共同ガーディアンに任じられた。1306年2月10日、ブルースはダンフリーズのフランシスコ会教会(Greyfriars Kirk)におけるカミンの殺害に関与した。それから7週間程のちの3月25日、ブルースは王ロバート1世としてスクーンで戴冠された。しかし、ブルースの小規模な軍がメヴィンの戦い(Battle of Methven)で敗北したあと、エドワードの軍がスコットランド中を蹂躙した。ブルースと彼の支持者が教皇クレメンス5世によって破門されたにもかかわらず、彼に対する支持は拡大していった。1307年にエドワード1世が亡くなったことを契機とし、ジェイムズ・ダグラス(James Douglas, Lord of Douglas)やトマス・ランドルフ(Thomas Randolph)のような主要な貴顕の助けを借りて、1314年までにはボスウェルとスターリングの城のみがイングランドの支配にとどまるほどにまでなった。エドワード1世の息子であり後継者でもあるエドワード2世がスターリング城の攻囲を破り、支配を再確立するために軍を北へと率いた。1314年、ロバート1世率いる軍がバノックバーンの戦いでイングランド軍を破り、スコットランドの実質的な独立を確保した。

1320年、スコットランドの世俗の有力者から教皇へと宛てた抗議であるアーブロウス宣言が一助となり、教皇ヨハネス22世は過去の破門を覆し、スコットランド王がイングランド王に服従するという様々な行為を無効とした。その結果、スコットランドの主権はヨーロッパの主要な王朝によって認められるようになった。また、アーブロウス宣言はスコットランドの国民意識の進展におけるもっとも重要な文書のうちの1つとみなされてきている。ロバート1世の弟であるエドワード・ブルースは、アイルランドにおけるイングランド軍に対抗して一連のアイルランド遠征を遂行し(英語版)、彼はアイルランド上王と宣言された。このアイルランド遠征は最終的には失敗に終わることになるが、ブルース王朝の下での「汎ゲール的拡大スコットランド」として特徴づけられるようなものへの可能性を開いた。ロバートの軍は北イングランドへの侵入を繰り返し、特に1327年のスタナップ・パークの戦い(Battle of Stanhope Park)で比較的大規模なイングランド軍を打ち破った。ロバートによる一連の勝利はエドワード2世の廃位に寄与した。ロバートは、エドワード3世の未成年期を利用して1328年5月にエディンバラ-ノーサンプトン条約(Treaty of Edinburgh-Northampton)を結ぶことができ、これによりスコットランドは独立した王国であり、ブルースがそれの王であると認められた。

#### デイヴィッド2世

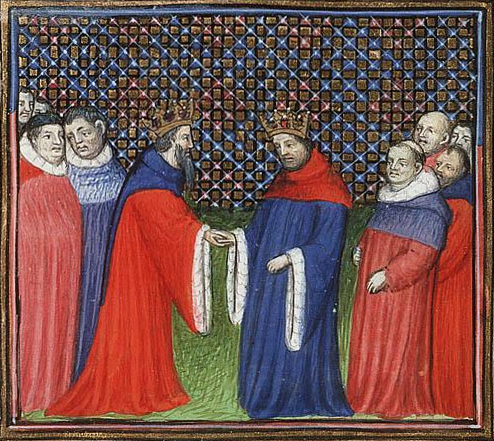
デイヴィッド2世 (右)とイングランドのエドワード3世(左)

1329年ロバート1世が亡くなり、残された5歳の息子がデイヴィッド2世として王位に就いた。彼の未成年期の間、スコットランド王国は一連の摂政によって統治され、彼らのうちの2人は1332年から再開されたイングランド軍による侵入の結果亡くなった。これは、かつて廃された王ジョンの息子であるエドワード・ベイリアルを王位へと推戴することの序章となった。かくして、スコットランド独立戦争の第2章が始まった。1332年のダプリン・ムーアの戦い(Dupplin Moor)と翌年のハリドン・ヒルの戦い(Halidon Hill)でベイリアル＝イングランド側が勝利したが、ウォレスの同志の息子であるen:Sir Andrew Murrayによって率いられた不屈のスコットランドの抵抗に直面し、ベイリアルを王位へと確保しようとする連続の試みは失敗した。エドワード3世は、フランスとの百年戦争が開かれると被保護者ベイリアルへの関心を失った。1341年、デイヴィッドはフランスでの一時的な亡命からスコットランドへと帰国することができた。1346年、古い同盟の条項により、彼はフランスを利するためにイングランドへと侵入したが、10月17日のネヴィルズ・クロスの戦いで破れ、捕獲された。彼は11年間捕虜としてイングランドにとどまることになった。彼の不在の間、彼の甥であるロバート・ステュワートがガーディアンとして統治した。ベイリアルは、ついに1356年、スコットランド王位に対する主張をエドワード3世へと明け渡し、ヨークシャに隠遁し、1364年そこで亡くなった。
1357年、エドワード3世へと忠誠を誓うことなく、デイヴィッドは10万マークの身代金によって解放された。しかし支払いは不履行になり、イングランドとの秘密裡の交渉とイングランド王へスコットランドの王位を継承させるという試みへと至った。大きな問題は、彼の結婚と相続人に恵まれないことであった。彼の最初の妻であるジョウンは、エドワード3世の妹であり、デイヴィッドが捕囚から解放されたあと彼の下を離れてイングランドへと戻り、子供を産まないまま1362年に亡くなった。デイヴィッドは再婚を計画し、Sir John Logieの寡婦であったマーガレット(Margaret)と結婚した。しかし、この婚姻により党派的分断が大きくなり、ロバート・ステュワートのような有力者を遠ざけることになった。最終的に、王デイヴィッドは王妃の敵対者を援助し、彼女との離婚を試みた。彼女は大陸へと逃げ、教皇に助けを求めて訴えた。デイヴィッドは、再再婚が可能となる前に予期せず亡くなった。これによりブルース王朝は断絶した。

### ステュワート王朝 1371年–1513年

#### ロバート2世とロバート3世、ジェイムズ1世

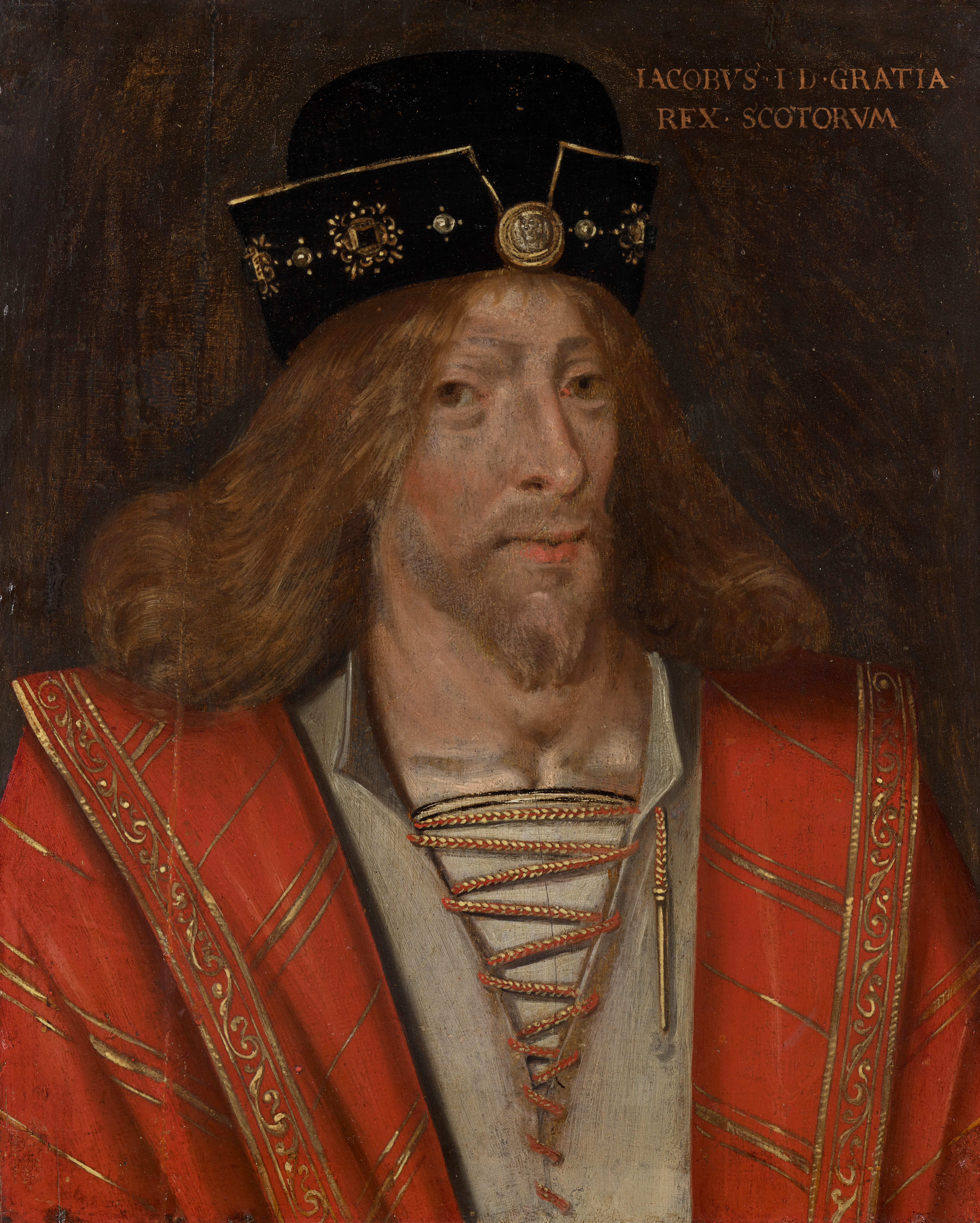
人生の長きをイングランドで捕囚として過ごしたジェイムズ1世

1371年、デイヴィッド2世が予期せずに亡くなると、ロバート・ステュワートがその後のステュワート(のちのステュアート)君主の1人目として王位に就いた。55歳という尊ばれるべき年齢にもかかわらず、彼の息子であるキャリック伯ジョン(のちのロバート3世)は耐えきれなくなり、摂政として王国の統治を掌握した。1388年、イングランド北部に侵入しオッターバーンの戦い(Battle of Otterburn)で勝利するが、その勝利はジョンの同盟者であった第二代ダグラス伯ジェイムズ・ダグラス(en:James Douglas, 2nd Earl of Douglas)の命と引き換えであった。この喪失と、馬に蹴られた後遺症にともなう衰弱により、ジョンの権力は彼の弟であるファイフ伯ロバート・ステュワート(Robert Stewart, Earl of Fife)へと移っていき、ロバートがジョンの代わりに摂政に任命された。1390年にロバート2世が亡くなったとき、ジョンは、王ジョン・ベイリアルの地位に対する疑義を避けるために、尊号としてロバート3世を名乗った。しかし、権力は、今やオールバニ公となった弟のロバートの手にとどまった。王ロバートは、1402年に年長の息子であるロスシー公デイヴィッドを疑わしい形で失うと、年下の息子ジェイムズ(のちのジェイムズ1世)の安全を案じ、1406年にジェイムズをフランスへと送った。しかし同年3月、彼の乗った船はイングランドによって拿捕され、ジェイムズは18年を人質として過ごし、解放のために身代金が要求された。その結果、1406年4月のロバート3世の死後、摂政たち(オールバニ公ロバート、1430年の彼の死後はその息子マードック(Murdoch))がスコットランドを統治することになった。この摂政統治の間、スコットランドは不安定なままであった。

1424年、スコットランドの人々が身代金の支払いを開始すると、齢32のジェイムズがイングランド人の妃ジョウン(Joan Beaufort)とともに帰還した。彼は、自身の権威を主張しようという断固たる決意を持っていた。彼は、自身の捕囚の間になされた関税や土地の譲与を取り消し、彼の不在の間に力を蓄えていた人々、特にオールバニのステュワート家の地位を弱めようとした。ジェイムズは、自身の権威をさらに強制させ、マードックと彼の息子のうちの2人を裁判にかけ処刑させ、土地を没収した。1436年、彼はいまだイングランドの手にある国境地域の城塞のうちロクスバラ(Roxburgh)を回復しようと試みたが、その攻囲は恥辱的な敗北に終わった。ジェイムズは、1437年、パースのドミニコ会教会(Blackfriars church, Perth)近くにて不服従なロバート・グレアム(Robert Graham)と協力者によって殺害された。

#### ジェイムズ2世

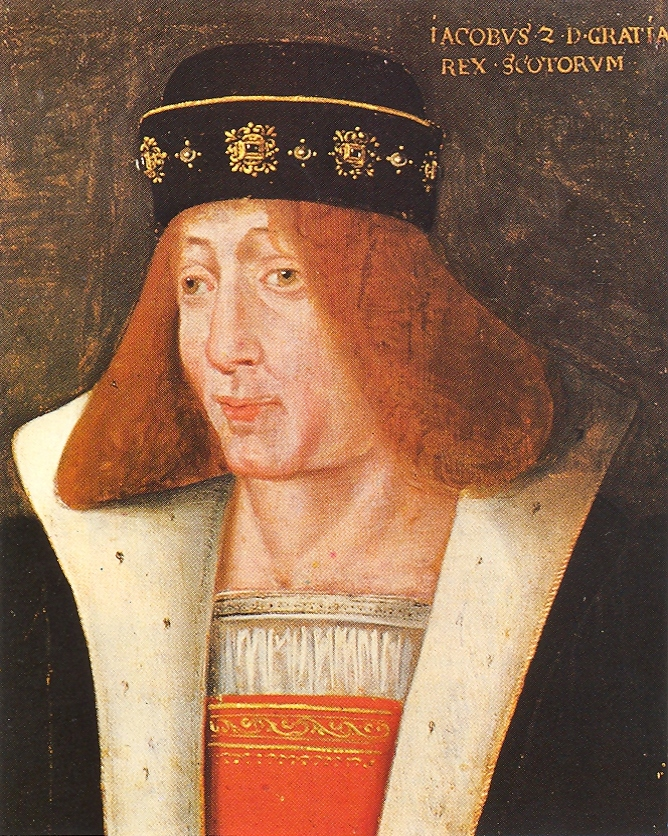
ジェイムズ2世ののちの肖像。彼の軍事的成功は不慮の死によって終わった。

ジェイムズ1世の暗殺によって、7歳の息子がジェイムズ2世として王位に就くことになった。
その事件の関与者の多くが処刑されたあと、当地の指導権は、摂政として第5代ダグラス伯アーチボルト・ダグラス(en:Archibald Douglas, 5th Earl of Douglas)の手へと渡った。1439年の彼の死後、権力はダグラス家と尚書長官(en)であるウィリアム・クライトン(William, 1st Lord Crichton)とアレグザンダー・リヴィングストンとの間で不安定にも分有された。ダグラス家の力を削ごうとする陰謀が、1440年のエディンバラ城での「Black Dinner」へと至り、年若い第6代ダグラス伯ウィリアム・ダグラス(en)と弟がリヴィングストンとクライトンによって死の裁きを受けた。この事件の最大の受益者はその時エイヴォンデイル伯(en:Earl of Avondale)であったジェイムズ・ダグラス(James Douglas)であり、彼は第7代ダグラス伯となって王国の統治における最有力者として登場することになった。
1449年、ジェイムズ2世は成年に達したと宣言された。しかし、ダグラス家は自身の地位を強化した。王は権力を求める長い闘争を始め、1452年2月22日、スターリング城において第8代ダグラス伯は殺害されるにまで至った。このことが間欠的な内戦への引き金となり、何度か屈辱的な妨害に会いながらもジェイムズはダグラスの土地を没収しようと試みた。次第にジェイムズは、土地や称号や役職を差し出すことによりダグラス家の同盟者たちを自身の側に就けていき、ついにダグラスの軍は1455年5月12日のen:Battle of Arkinholmで破られた。ひとたび自立すると、ジェイムズは精力的で干渉主義的な王であることを証明した。彼は国中を巡り裁判を行い、赦免の販売のようなのちの治世の不人気な政策のうちのいくつかはこの治世に起源があったかもしれない。オークニーやシェトランド、マン島を取ろうという野心的な計画はうまく行かなかった。1466年にロクスバラをイングランドから奪取する計画は成功したが、それは彼自身の命を対価とした。砲の爆発によって彼は死んだのであった。

#### ジェイムズ3世

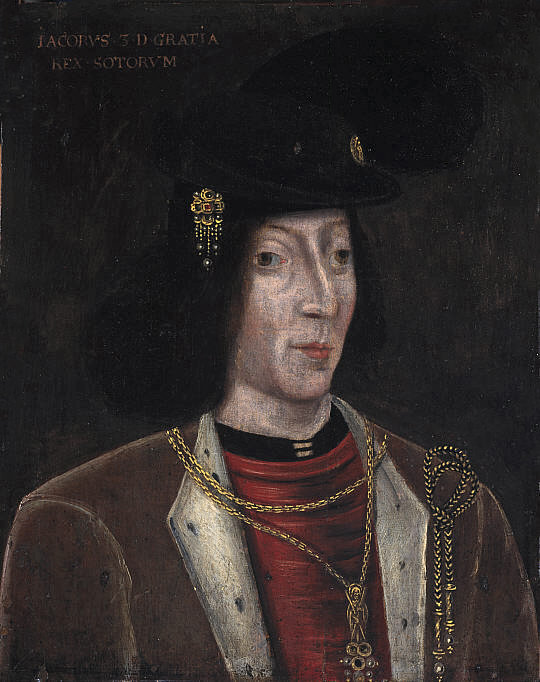
党派によって引き裂かれた治世は殺害というかたちで終わったジェイムズ3世。

その時9歳か10歳であったジェイムズ2世の息子がジェイムズ3世として王となった。ジェイムズ2世の寡婦であるメアリー・オブ・グエルダースが、3年後に彼女自身が亡くなるまで、摂政として統治した。ロバート・ボイド(Robert, Lord Boyd)を頭とするボイド家(en:Clan Boyd)が統治内で最も影響力を持つ存在となり、ロバートの息子であるトマス・ボイド(Thomas Boyd)がアラン伯としたうえで王の妹メアリ(Mary)と結婚させ、自己権力を拡大していった。1469年、ロバートとトマスがスコットランドの外にいる間に、王ジェイムズは自身の支配を主張し、ボイド家の一団を処刑した。彼のイングランドに対する外交政策は和睦であり、長男であるジェイムズ(のちのジェイムズ4世)をエドワード4世の娘であるセシリー・オブ・ヨーク(en:Cecily of York)と婚約させた。この政策の変化は国内では非常に不人気であった。

1470年代には王ジェイムズと2人の弟であるオールバニ公アレグザンダー(Alexander, Duke of Albany)とマー伯ジョン(John, Earl of Mar)との間の対立が激化した。マー伯は1480年に不審にも死亡し、没収された彼の所領はおそらく王の寵臣であるロバート・コクラン(Robert Cochrane)に与えられた。オールバニ公は1479年にフランスへと逃れ、反逆で訴えられた。この時点までにはイングランドの同盟は弱まっており、1480年からは間欠的な戦争が起こり、2年後にはグロスター公(のちのリチャード3世)によって率いられた軍によってスコットランドは大規模に侵入された(en)。ジェイムズはエディンバラ城で自身の家臣によって捕らえられ、イングランド軍に加わっていたオールバニ公が摂政として立てられた。ベリックを奪取したイングランド軍は撤収し、オールバニ公の政府は破綻し始め、彼は逃走を強いられた。陰謀やさらなる侵入の計画にもかかわらず、王ジェイムズは権力を回復することができた。しかし、王は重臣たちを遠ざけようとし、裁判のための国内巡行を拒んでエディンバラに居住することを好み、貨幣を改悪することで財政危機を招き、イングランドとの和睦に固執し続け、彼のチャンセラーであったコリン・キァンベル(en)のような重要な支持者でさえも解任し、妻であるマーガレット・オブ・デンマークや息子であるジェイムズとも疎遠になった。1488年に諸問題は頂点に達し、寵愛を失った有力者や多くのかつての顧問たちによって率いられ、ジェイムズ4世とする王子の名の下で行動する軍は王ジェイムズ3世に立ち向かった。ジェイムズ3世はソーキバーンの戦いで破れ、殺された。

#### ジェイムズ4世

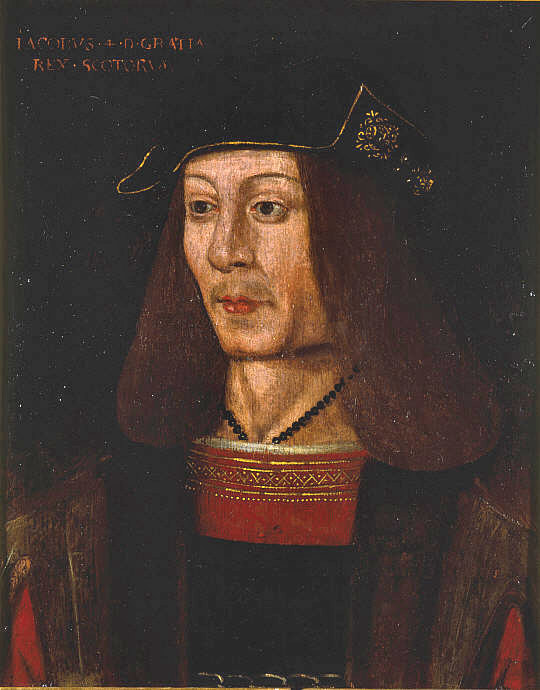
フロドゥンで亡くなるまで中世後期の王の中で最も成功した者の1人であったジェイムズ4世。

ジェイムズ4世は王位に就いたとき15歳であったが、すぐに有能で自立した志を持つ支配者であることを示した。彼の治世は、ヨーロッパ的ルネサンスの影響のもとでスコットランド文化が花開いたとしばしばみなされる。彼は裁判の行使に直接の関心を示し、巡回裁判のために頻繁に自身の宮廷を移動させた。彼は、主に殺害されたジェイムズ3世の支持者による大規模な北部の反乱を鎮圧した。その反乱は、レノックス伯(Earl of Lennox)とライル卿ロバート・ライル(Robert Lyle)に率いられて1489年にダンバートンに始まり、北部へと広がっていった。ジェイムズは、独立的な島嶼の領主権(Lordship of the Isles)を最終的に支配下に置いた功績が認められている。彼は、1493年に最後の領主ジョン・マクドナルド(John MacDonald)から土地を没収することで強行し、その地域のアレグザンダー・ゴードン(en:Alexander Gordon, 3rd Earl of Huntly)の勢力を後押しし、幾度かの海軍遠征と包囲戦を行った。1507年までに島嶼陣営は捕獲されるか、あるいは亡命させられるかの結果に終わった。
一時期、ジェイムズはイングランド王位僭称者パーキン・ウォーベック(Perkin Warbeck)を支持し、1496年に彼のためにイングランドへと短い侵入を断行した。しかし、その後彼はイングランドと有効な外交関係を築き、1502年に恒久和平(Treaty of Perpetual Peace)を結び、ヘンリー7世の娘マーガレット・テューダーと結婚した。かくして、17世紀の王冠連合(Union of the Crowns)の下地を作ることになった。ヘンリー8世への敵意は、1512年のフランスとの古い同盟の更新を促すことになった。1511年に教皇が対フランス一大同盟を結成しようと、イングランドを含む神聖同盟を提唱したとき、ジェイムズは相容れない外交政策のあいだで窮してしまった。彼は、コンスタンティノープルへのヨーロッパ規模の十字軍という実現しそうにない計画を提案しようとしたが、国境付近での小競り合いのあとフランスがイングランドによって攻撃されたとき、ジェイムズはイングランドに対して宣戦布告し、教皇によって破門された。彼はフランスを助けようと船団と砲手を送り、1513年、おそらく34000を超える軍を国境を越えて率いた。ノラム城(Norham Castle)を奪取しようと強力な砲弾を使ったあと、彼は南へと進軍した。1513年9月9日、フロドゥンの戦いで侵入は完全に停止した。王ジェイムズと多くの有力者、多数の兵士たちが殺され、この戦いは「森の花」("The Floo'ers o' the Forest")の歌に伝えられている。かくして、スコットランドの統治はジェイムズ5世の名の下で再び摂政の手に置かれることになった。

## 地理

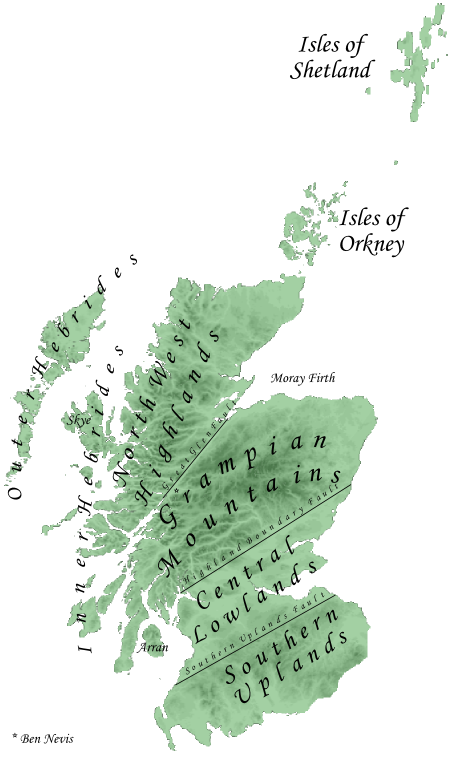
スコットランドの地勢

スコットランドの地理における決定的な要因は、北部と西部における高地と島嶼地方と、南部と西部における低地地方との間の区分である。高地地方は、グレート・グレン渓谷(en:Great Glen)を挟んで北西高地地方(Northwest Highlands)とグランピア山地(en:Grampian Mountains)とさらに下位区分される。低地地方は、肥沃な地帯である中央低地と南部台地(en:Southern Uplands)の高台地域に区分される。後者はチェーヴィオット丘陵(en:Cheviot hills)を含み、この時代の終わりまでにはその丘陵を越える形でイングランドとの国境が引かれるようになった。中央低地帯は、平均して幅が80 kmほどであり、良質な農地の多くを有し、情報伝達や輸送が容易なため、都市化と慣習的な中世統治の要素の大部分を支えた。それに対し、南部台地と、特に高地地方は、経済的に生産性が高くなく、統治が困難であった。この事実がスコットランドの防御形態を与えてくれた。小規模なイングランドの侵入は困難な南部台地を越えなければならなかった、エドワード1世とエドワード3世のもとで2回のイングランドによる大規模な征服の試みは高地地方を貫くことは不可能であり、その地域において抵抗勢力が力を蓄え、低地地方を再奪取することができた。しかし同時に、スコットランド王がそれらの地域を統治するのを困難にさせてもおり、独立戦争後の政治史の大部分はこれらの地域における根強い地域主義の問題を解決する問題を巡って動いた。
スコットランドの国境がおおよそ現代のものにまで達したのは、中世後期の時代においてであった。マン島は14世紀にイングランドの支配へと落ち、スコットランドの権威を復活させる何度かの試みも失敗に終わった。イングランドはエドワード3世のもとで低地地方の大部分を併合することができたが、スコットランドは、特にイングランドが15世紀に薔薇戦争に忙殺されているあいだに、この損失を次第に取り戻していった。1468年、ジェイムズ3世がマーガレット・オブ・デンマークと結婚し、嫁資としてオークニー諸島とシェトランド諸島を受け取ったのが、スコットランドの領域にとっての最後の大規模な獲得となった。しかし、1482年、国境の城塞であり中世スコットランドにおける最大の港であったベリックが再びイングランドの手に落ち、それ以降スコットランドに戻ることはなかった。

## 人口
中世スコットランドは、同時代のイングランドにおいて見られるような介入的な統治や確立した官僚制を持たなかったため、18世紀初期より前の人口について信頼に足る推定をするための証拠がほとんど存在しない。耕作可能地がイングランドの約6分の1であったことを鑑みて、人口も同じような割合であっただろうと示唆されてきており、1349年にスコットランドに到来した黒死病前に最大に達した人口は100万人弱であったと考えられる。その疫病の衝撃に関する信頼に足る文書は存在しないが、続く数十年にわたって放棄された土地に関する逸話が多く言及されている。人口動態がイングランドのそれを追いかけたのなら、15世紀の終わりまでに人口は50万人ほどにまで落ち込んだかもしれない。のちの放逐(en:Highland Clearances)と産業革命における人口の再分配の状況と比較すると、これらの数字は王国中にわたって比較的均等に散らばっており、おおよそ半数がテイ川以北に居住していたと考えられる。おそらく人口の10パーセントが、特に西部と南部において、この時代の始まりに存在した50のバラ(都市)のうちの1つに住んでいた。それらのバラは平均して2000ほどの人口を有しただろうが、多くは1000人をはるかに下回り、最大のエディンバラはこの時代の終わりまでにはおそらく1万人を超える人口を持っていた。

## 経済

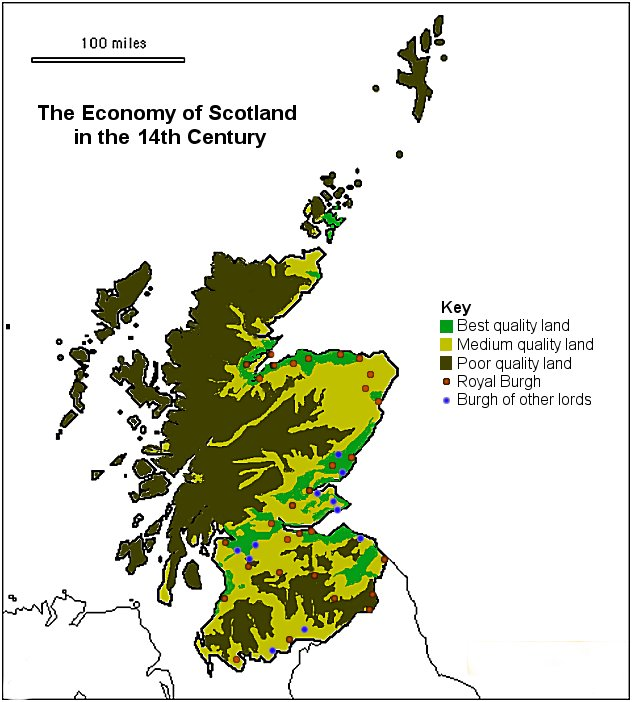
14世紀スコットランドの経済

### 農業
スコットランドは、イングランドとウェールズを合わせた面積の半分ほどであるが、耕作可能あるいは良質の牧草地は5分の1から6分の1ほどに過ぎず、周縁的な牧畜農業と、長い海岸を伴うために漁業が、中世経済における主な要素であった。険しい地形、未整備の道と輸送手段のために、スコットランド内の別々の地域間での通商はほとんどなかった。天候不順の年には頻繁に蓄えがほとんどなくなったために、大部分の定住はその地域で何が生産されるかに依存した。農業の大部分は低地地方では「farmtoun」、高地地方では「baile」と呼ばれる農場にもとづいて行われた。そこでは数家族が定住し、2か3の鋤の組にとってふさわしい範囲を耕作した。「run rig」という方法によって小作人に割り当てられた土地は斜面を下るように伸び、乾いた土地と湿った土地の両方ともを包含したため、極端な気象による問題のいくつかを相殺することができた。このような土地は、常に耕作している農舎に近い地と、耕作地と草地とで循環させる地とに分けられた。鉄製の犁先(coulter)を備えた木製の重い鋤によって耕されることが多く、馬よりも有能で餌が安価であった牛によって鋤は引かれた。土地の領主に対する義務には、領主の土地を耕すために毎年牛を提供することが含まれ、領主の粉挽きで穀物を挽くための大いに憤慨された義務もあった。農村の経済は13世紀に好景気になったようであり、黒死病の直後においてはまだ活力があった。しかし、聖職禄から見られる限り、1360年代までに、世紀の始めと比べると3分の1から半分という収入の著しい減少があった。その後15世紀においてゆるやかに回復していった。

### バラ(都市)

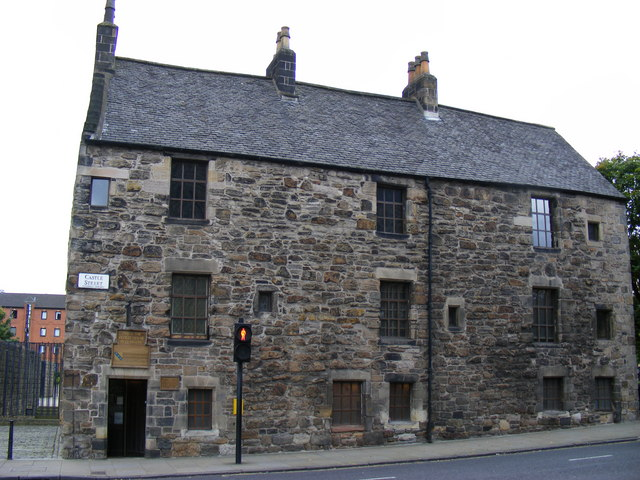
グラスゴウの「Provand's Lordship」。中世のグラスゴウのバラから現存する唯一の建物。

バラのうちのほとんどは東海岸に面し、その中に大規模かつ裕福なアバディーンやパース、エディンバラがあった。それらの成長は大陸との貿易によって促された。南西部においてグラスゴウが成長し始め、エアやカークーブリ(Kirkcudbright)がスペインやフランスと不定期のつながりはあったけれども、アイルランドとの海商はそれほど利益を生まなかった。多数の王許バラに加え、この時期には王の直臣バラ(en)や教会によるバラも増加し、1450年から1516年までに51が作られた。これらのほとんどは王のものよりもはるかに小規模であり、国際交易から除外され、主に地方の市場や手工業の中心地として機能した。概してバラは、その後背地とかなり局所的な交易を行い、食糧や原料においてそれに依存していただろう。羊毛は、この時代の始めにおいて主要な輸出品であったが、皮癬の流入が貿易に深刻な打撃となり、15世紀初期から輸出品としては衰退し始め、ほぼ横ばいであったが、16世紀初めの北海沿岸低地帯で市場の衰退がさらなる打撃となった。イングランドにおいてとは異なり、スコットランドではこのことによって大規模な毛織物工業が促されることはなく、ごく低質で粗い織物が重要であったようである。

### 手工業、産業、商業
この時期のスコットランドにおいて手工業の発展はほとんど見られなかった。15世紀後半までには、砲の生産のような固有の鋳鉄業や、スコットランドがのちにそれで知られるようになる銀細工や金細工が始まっただけであった。結果として、重要な輸出品は羊毛や獣皮、塩、魚、動物、石炭といった未加工の原材料であり、スコットランドは頻繁に木材や鉄、そして不作の年には穀物が不足した。獣皮と、特にサーモンの輸出は、質において他の競争者より有利であったため、黒死病のあとのヨーロッパ全体の経済的な停滞にもかかわらず、羊毛よりもはるかに良く持ちこたえたようである。宮廷や領主、高位聖職者や豊かな商人が輸入に頼らなければならない贅沢品を欲するようになったので、銀が常に不足した。このことと、王の財政の絶え間ない問題によって、幾度かの貨幣の改悪が行われ、14世紀終わりから15世紀終わりまでにペニー貨の銀の量がほぼ5分の1まで削られた。1480年に導入された極度な悪貨「黒い貨幣」("black money")は2年後に回収されなければならなくなり、財政と経済危機を招くことに寄与したかもしれない。

## 社会

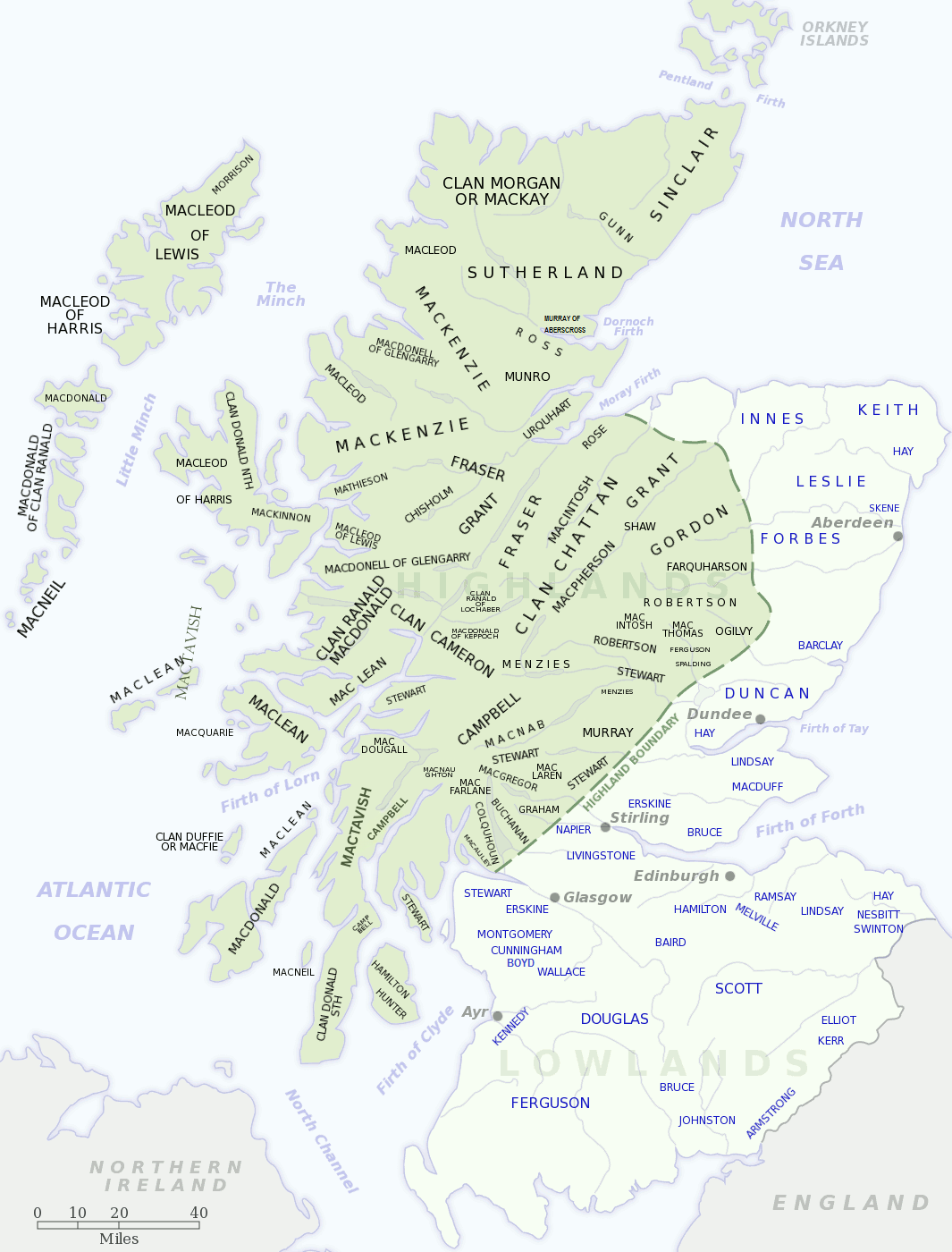
高地地方の氏族と低地地方の姓を示す地図

### 血族と氏族
中世後期のスコットランドにおける根底となる社会的つながりは、血族によるそれであった。家系は男系であり、共通の(ときには架空の)祖先を共有する一団の構成員を持ち、南部では共通の姓でしばしば表された。男性と女性の両方から由来する同族的(en)な血族関係が優勢なイングランドとは異なり、婚姻において女性はもともとの姓を保持し、婚姻は、新しい血族のつながりを作るというよりも、血族集団間での友好を作ることが意図された。結果として、姓の共有が「血族の試験」として見られてきており、お互いの助けを求めることのできる大きな血族集団を提供することになった。これにより、ある血族のための復習という形として実行されることの多いフェーデの考えが強化され、そのためには大きな血族集団が競争している側を支援するために頼りにされた。血族の構成員同士での対立ももちろん起こったが。
男系血族と封建制度に伴う義務の結合が、13世紀以降の記録から明らかなような高地地方的な氏族(クラン)制度の生み出したとみなされてきている。姓は高地地方において17世紀と18世紀まで珍しく、中世においてはある氏族の全ての構成員が姓を共有したわけではなく、普通の構成員はその氏族の頭と関係を持たないことが多かった。この期間の始めにおいて、ある氏族の頭は、しばしばその氏族の本筋あるいは本枝において最も強力な男であった。しかし、のちに長男子相続が優勢になり始めると、最後の頭の長男が頭になることが普通になった。ある氏族内の指導的ないくつかの家系が「fine」(低地地方における「郷紳 gentleman」に相応するような)を形成し、平時において助言を、戦時において指導を提供していた。彼らの下にはゲール語で「daoine usisle」、スコッツ語で「tacksmen」と呼ばれる人々がおり、氏族の土地を管理し、地代を徴収した。島嶼と近接する西岸部においては「buannachann」と呼ばれる人々がおり、軍事的指導層として侵入者から氏族の土地を守り、氏族の敵への攻撃に参加した。氏族の従者のほとんどは臣下であり、氏族長に労働を提供し、時々は戦士として働いた。近代初期には、彼らは氏族の名を姓として採用し、その氏族をしばしば架空ではあったが大規模な血族集団へと変貌させた。

### 社会構造

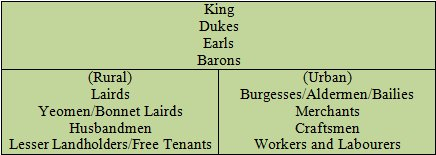
中世後期スコットランド社会における階層を表す表

中世後期にはスコットランドの社会構造の地位の違いを表すために使われる用語がスコッツ語によって次第に支配されるようになったので、イングランドで使われる用語と平行するようになり始めた。このような地位に対する意識は、軍や、1430年からは奢侈禁止令en:sumptuaryに反映されるようになり、後者は様々な地位に応じて維持されるべき武器や防具の種類や、着られる服の種類を規定した。王の下には少数の公(英：duke たいていは王のごく近親の子孫)と伯(earl)がおり、彼らが上位有力者を形成した。彼らの下にはバロン(男爵ではなく王の直接家臣である)と、1440年代以降は、同様の役割をロード・オブ・パーラメント(Lord of Parliament)が果たした。彼らはパーラメントに出席するために地位にもとづいて与えられた権利を持つ最下層の貴族である。この時期を通じてスコットランドには40から60のこのような人たちがいた。このような高貴な階層の人々は、特に軍事や行政の奉仕を王に対して行使する人々は、騎士の地位に叙任される権利も有したかもしれない。彼らの下にはレード(en:laird)がおり、おおむねイングランドのジェントリ(gentleman)に対応する存在であった。ほとんどが、土地や軍事の義務の点で上位の有力者に対して奉仕し、約半数が姓や血族的な縁故を彼らと共有した。スコットランドにおいて奴隷制は14世紀になくなったが、バロン以上が持つ領主裁判権を通じて土地領主は臣下に対する大きな支配権を行使し続けた。領主とレードの下には様々な、定義し難い集団がいた。「ボンネット・レード bonnet laird」と呼ばれることもあるヨーマン(en:yeomen)は、しばしば大規模な土地を有した。彼らの下にはハズバンドマン(hasbandman)、さらに、より小規模な土地保有者や自由小作人がおり、彼らが労働人口の多数を形成した。バラ内の社会は裕福な商人によって指導され、彼らはしばしばその地のバージェス(burgess)、オールダーマン(alderman)、ベイリー(bailie)といった役職や、参事会の構成員としての職を保持した。彼らのような少数の成功した商人は彼らの奉仕に対して王によって騎士に叙されたが、土地を有する騎士と同列に置かれることのなかったこのような都市民騎士は例外であったようだ。彼らの下には職人や労働者がおり、彼らが都市人口の大多数を占めていた。

### 社会的対立
中世後期を通じて大商人と職人とのあいだで多くの政治的対立があったことを歴史家たちは記してきている。商人は、下位の職人やギルドが彼らの貿易や独占、政治力に侵害するのを妨げようとした。職人は、自身の重要さを強調しようとし、議論の余地のある経済活動の領域に割って入ろうと、技巧の価格や基準を定めた。15世紀には一連の法によって商人の政治的地位が固まり、バラ参事会の構成員に影響を与える居住者の能力を制限し、取り締まりの機能の多くがベイリーによって引き受けられた。農村社会について歴史家たちは、フランスにおける1358年のジャックリーの乱やイングランドにおける1381年のワット・タイラーの乱を明らかにするような広範囲の騒擾についての似たような証拠を欠いていることを指摘している。その理由としてはおそらく、近代前夜に広範な憤慨を生み出すことになった共有地の囲い込みのような、農業における形態の変化がほとんどなかったことが挙げられる。代わりに、主な要因の1つは、農民は自身が関与するあらゆる対立において自身の上位者を支持しようと欲し、それに対して土地領主は自愛と支援で報いた。高地地方や国境地方は不法活動、特にフェーデの温床として評価されてきた。しかし、より最近の解釈によると、強制的な仲裁や贖いや解決によって対立を防いだり、速やかに解決するための手段としてフェーデを見る傾向にある。

## 統治

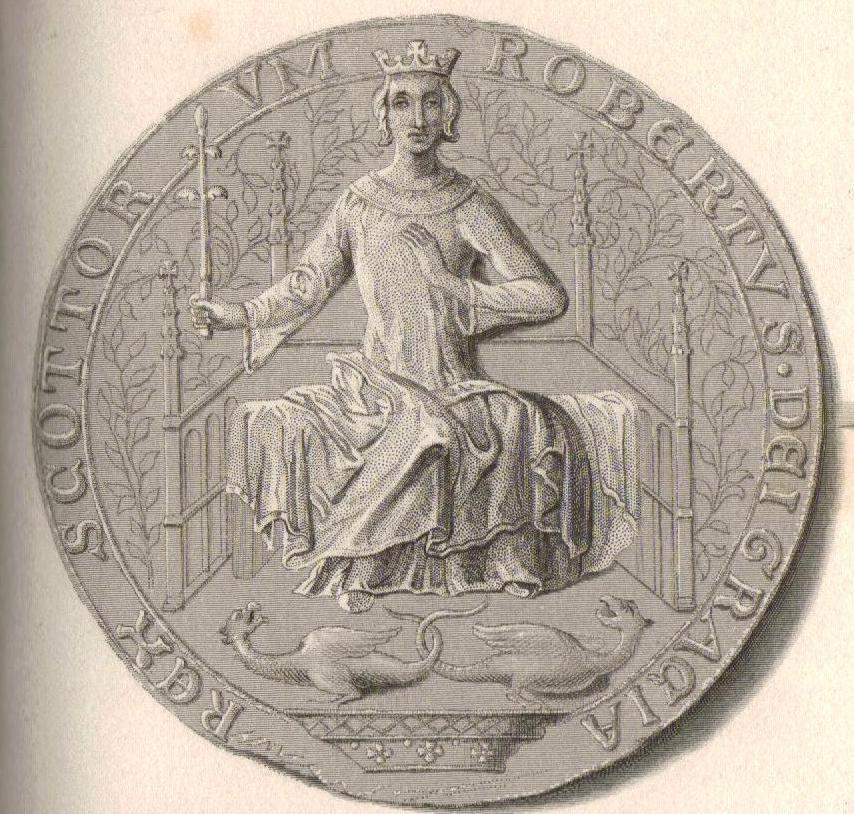
立法者として座す姿を描かれる大印章に刻まれるロバート2世の図像

### 王権
王権は中世スコットランドの統治の中心であった。王国の一体化、アングロ・ノルマン的慣習の拡大、ヨーロッパとの商業経済の進展、イングランドからの独立を達成するロバート1世の成功、これらはすべて王権の威厳を高めるのに役立った。しかし、王国内の王権の権威は確固たるものだったわけではなく、特に多くの半独立的領主たちに挑まれ、王権は頻発する未成年王とそれに伴う摂政政治などの多くの危機に耐えてきた。これらに加え、王国の相対的貧困や定期的な課税制度の欠如によって、中央行政と統治の規模は制限された。スコットランド王の宮廷は、イングランドの君主よりもはるかに大きく巡行の性格を保持し、パースやスターリングのような王の居城間を移動するだけでなく、王国中で裁判を開いた。ようやくジェイムズ3世の治世になって、大いなる不人気を犠牲にして、エディンバラが王国の首都として表れ始めた。ほとんどの西ヨーロッパの君主と同様に、15世紀のスコットランド王はブルゴーニュ公的宮廷の様式を採用し、儀礼や式典や見世物によって明確にされ、新しく洗練された宮殿や芸術への後援ではんえいされるように、形式と優美さを通じて自身を文化と政治生活の中心に置いた。

### 枢密院
王権に次いで重要な組織は枢密院であった。王に近い助言者によって構成され、イングランドとは異なり、立法と司法の力を保持した。通常は10人以下の構成員による小規模な会合で、特にこの間の王の未成年期においては摂政の権力を制限するための手段として、そのうちの何人かはパーラメントによって指名された。枢密院は15世紀の終わりまでに実質的に常勤の組織となっており、この時代から残存する証拠によると、王の裁判の働きにおいて決定的な存在であった。枢密院の構成員はたいていは王国の大有力者から選ばれたが、彼らはめったに会合に出席しなかった。枢密院での活発な構成員のほとんどは職業的行政家や法律家であり、ほとんどは大学で学んだ聖職者であり、そのうちの最も成功したものは司教や、中世末には大司教として王国の教会の高位に就くために移動した。15世紀の終わりまでには、このような人々とともに、学識のある俗人、しばしば世俗の法律家も構成員として次第に加わり、その中で最も成功したものは司法制度の中で昇進し、土地や領主権を与えられた。ジェイムズ3世の治世以降、聖職者に占められてきた尚書長官(Lord Chancellor)の地位は次第に指導的な俗人によって引き受けられるようになった。

### パーラメント

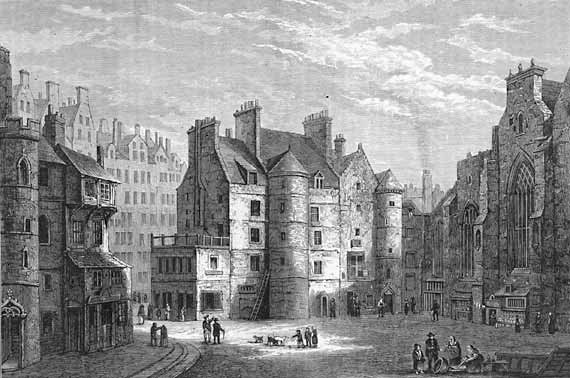
エディンバラの古庁舎（The Old Tolbooth）。15世紀半ばから17世紀半ばまでパーラメントの開催地であった。

統治の過程で次いで重要な組織はパーラメントだった。13世紀末までに、司教や伯などで構成される王の諮問会から政治的・司法的役割を有する「コロクイウム'colloquium'」へと発展することで萌芽が形成されていた。14世紀初期までに、騎士と自由保有者 (freeholder) の出席が重要になり、おそらく1326年以降バラの代表が加わって、高位聖職者と俗人有力者とバラ代表によって三身分 (Three Estates) を形成した。パーラメントは、王国中の様々な主要な町で開催された。パーラメントは、課税の合意のような特定の問題に対して大きな力を獲得し、裁判や対外政策、戦争に強い影響力を持つと同時に、政治や社会、経済や教会についての他の立法についても影響力を行使した。1450年代初めから、スコットランドのパーラメントの立法についての仕事は普通三身分によって選ばれる「法案委員会 'Lords of the Articles'」として知られるパーラメントによる委員会によって行われた。彼らによって作成された法案が、批准されるべく全体会議に提出された。また、パーラメントの仕事は、1500年より前は大諮問会(General Council)、それ以降は臨時身分制会議 (Convention of Estates) といった姉妹組織によって行われた。これらは、課税や立法、政策決定といったパーラメントによって扱われる多くの仕事を行ったが、フル・パーラメントが持つ究極の権威は持っていなかった。15世紀にパーラメントはほぼ1年に1度招集され、イングランドのそれよりも頻度が高かった。また、不人気なジェイムズ3世の治世においては特に、時おり王の政策に抵抗や批判を与えるのもいとわなかった。しかしジェイムズ4世は、1482年と1488年の反抗的なステュワート家とダグラス家の鎮圧に成功したあとの1494年頃以降、ほとんどパーラメントなしでやっていこうとし、1513年に彼が亡くならず、未成年期がなかったならば、ヨーロッパ大陸の多くの身分制会議のように、パーラメントも衰退していただろう。

### 地方の統治
地方については、伝統的な血族にもとづいた領主権と、比較的小規模な王の役職とが組み合わされて統治が行われた。15世紀まで大規模な領主権という古くからの型がほとんど無傷に残存し、独立戦争以降の王の恩顧によってダグラス（Douglas）とクロフォード（Crawford）の2つの「分散的な伯領」が主に国境地域や南西部に新たに加わった。支配的な血族はステュワートで、彼らが多くの伯領を支配するようになった。彼らが王位を獲得し、一連の内部の闘争と没収により、1460年代頃までに君主は王国内での自身の地位を変容させ、「領域的」な伯領と領主権のほとんどの支配を手に入れた。いまや有力者たちは半独立的な領主権を運営するのではなく、分散した所領と時折影響力を持つ地域を持つようになった。低地地方において王権は、半独立的な領主権を通じてではなく、シェリフ管区の制度や他の任命された役職を通じて統治を行うことができるようになった。高地地方においては、ジェイムズ2世が寵臣のために2つの新しい領域的伯領を創設した。キァンベル家（Campbells）のためのアーガイル伯と、ゴードン家（Gordons）のためのハントリー伯であり、マクドナルド氏族（Macdonalds）による自立的で広大な島嶼の領主権（Lordship of the Isles）に対抗するための防塁として機能することが期待された。ジェイムズ4世は、ジョン・マクドナルド2世（en:John Macdonald II）がイングランドとの同盟を画策しているのを発見したあとに、1493年に彼の所領と称号を王権へと併合することによりマクドナルドの問題をほぼ解決した。

## 戦争

### 軍

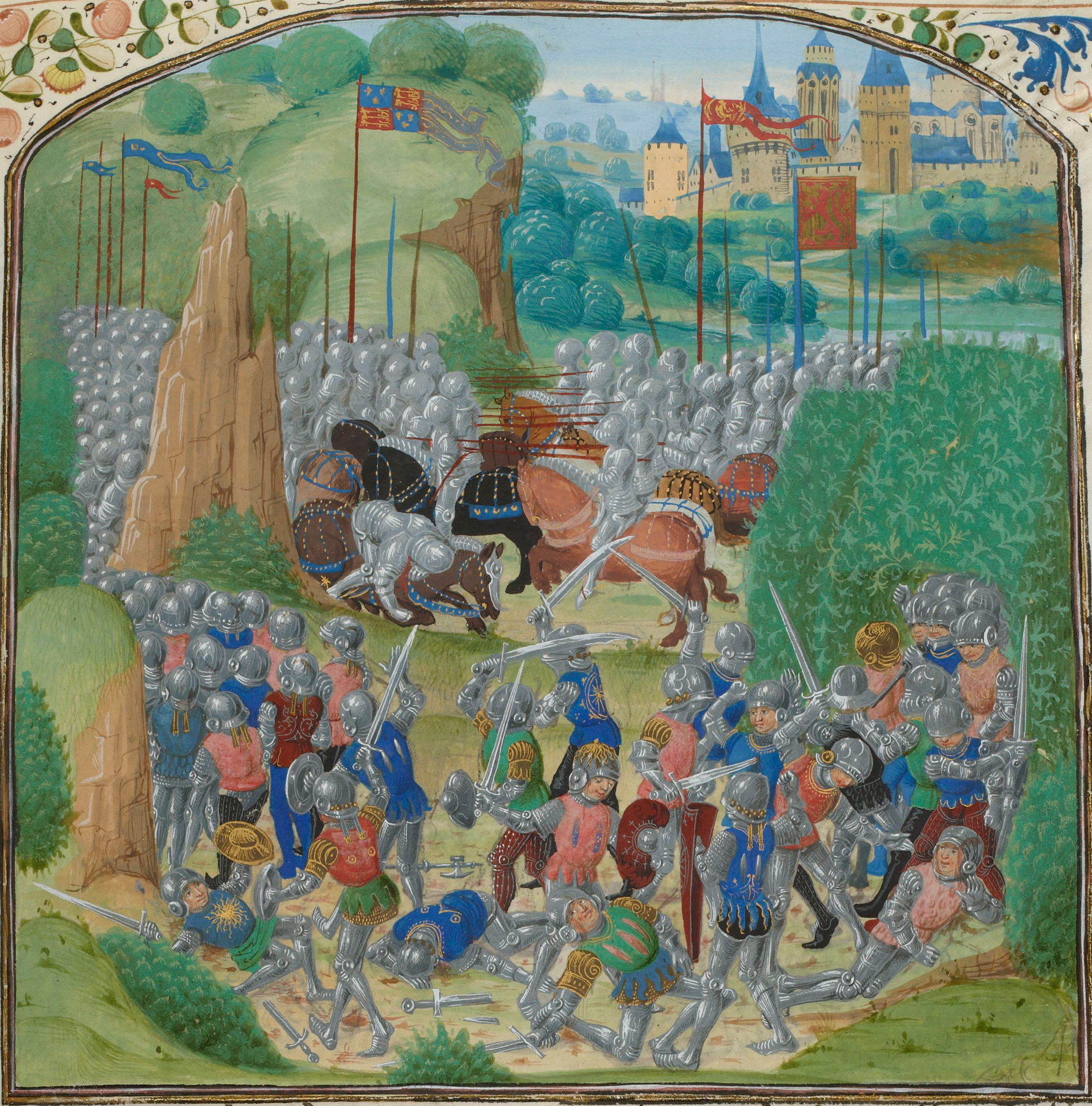
ジャン・フロワサールの年代記の細密画内のオッターバーンの戦い

中世後期のスコットランドの軍隊は、家族的と地域共同体的、そして封建的な形の奉仕の組み合わせに依存した。「スコッティシュ・サービス servitum Scoticanum」または「コモン・サービス communis exertcitus」とも知られる16歳から60歳までの壮健な自由人に対する招集が、布告による8日間の通告にしたがって、軍事力の大部分を提供した。封建的な義務によって騎士が奉仕と引き換えに城と所領を保有し、40日間を基本とする軍事力を提供した。14世紀の後半までに、同時代のイングランドの歯形捺印証書とよく似た「bonds」あるいは「bands of manrent」という金銭的な契約が、より専門的な軍隊、とくに重騎兵や弓手を維持するために使われるようになった。実際は、奉仕の形式はあいまいで重複しており、主要なスコットランドの領主たちには自身の親族からもたらすものもいた。
このようなやり方により、多くの場合12から14フィートの長さの槍で武装しただけの装備が不充分な比較的多数の歩兵がもたらされた。彼らは「シルトロン schiltron」という大規模で密接した防御的陣形をしばしば形作り、バノックバーンで彼らがしたように騎乗した騎士に対しては迎え撃つことができたが、Halidon Hillで証明したように弓（のちに砲）には脆く、機動性が低かった。15世紀後半には、オランダやスイスでの騎馬軍に対する成功を真似しようと、槍を、15フィート半から18フィート半の長さのロング・パイクに置き換えようと試みられた。しかし、16世紀初めのフロドゥンの戦い直前に至るまでこの試みは上手くいかなかったようである。弓射手や重騎兵は数が少なく、イングランドと相対する際にはたいてい数を上回られた。15世紀のフランス軍でイングランドの優位に反撃するのを助ける際には弓射手が大いに求められ、「スコット人護衛 Garde Écossaise」としてフランス王の護衛の重要な部分となった。スコットランドの重騎兵は、少数の騎乗の予備を除き、しばしば下馬して歩兵と並んで戦った。この戦術はイングランド人によって模倣・改良され、百年戦争での彼らの成功へと導いた。

### 砲

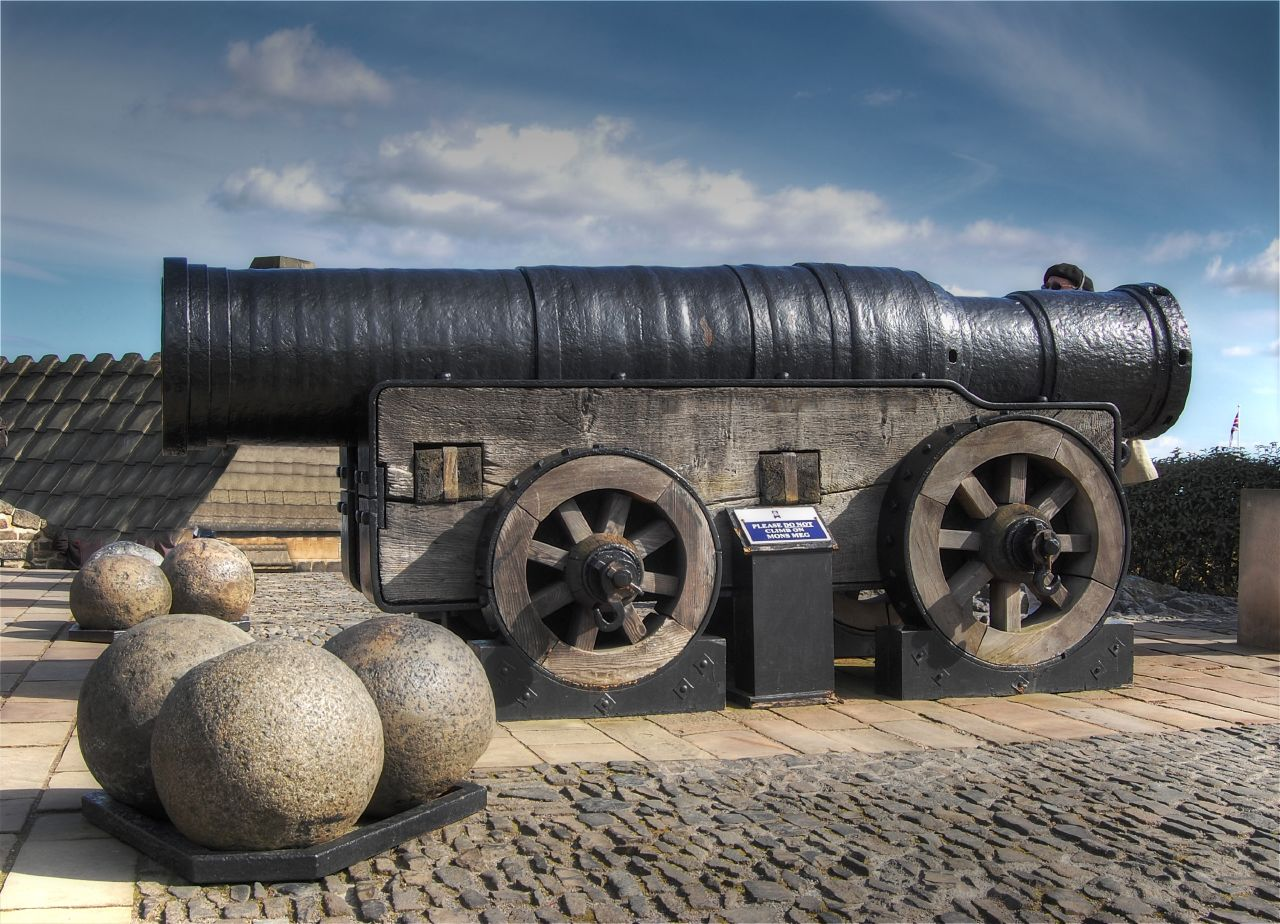
エディンバラ城にあるモンス・メグと50cm径の砲弾。

ステュワートの王たちは、砲団を形成することにおいてフランスやイングランドに追随しようとした。1436年のジェイムズ1世による不首尾に終わったロクスバラ攻囲は、スコット人が砲を本格的に用いた初めての戦いであったかもしれない。ジェイムズ2世は王付き砲手を持ち、大陸から砲の贈り物を受け取った。その中にはブルゴーニュ公フィリップ善良公のために作られた2つの巨大な射石砲があり、そのうちの1つであるモンス・メグはいまだ健在である。これらはおそらく大陸ではすでに時代遅れになっていたが、それらの砲がスコットランドに到着した時には軍事的な技術を印象付けた。ジェイムズ2世の砲に対する情熱は自身の命を犠牲とし、ジェイムズ3世もまた砲に関する不運を経験した。1481年にオーストリア大公ジークムントから贈られた砲が、スコットランドに運ばれる途中で嵐により沈んだのである。ジェイムズ4世はフランスとドイツ、オランダから専門家を招聘し、1511年に鋳造所を設立した。エディンバラ城には砲の建物があり、そこで訪問者は恐るべき軌跡を描く大砲の発射を見ることができた。これにより、ジェイムズ4世はフランスやアイルランドへと送ることができ、フロドゥンの戦い前にはノラム城(Norham Castle)を素早く制圧することができた。しかし、18の重い砲は400頭の牛によって引かれなければならず、軍の進軍が遅くなってしまい、フロドゥンの戦いでは長い射程で小口径のイングランドの砲に対しては無能であることを証明することになった。

### 船隊

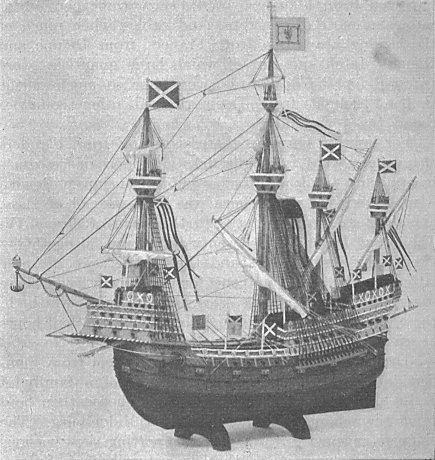
1511年に進水した当時世界最大の船であった「マイケル号 (Great Michael)」の模型。

スコットランドの独立を確立したあと、ロバート1世が次に注意を向けたのはスコットランドの船隊力の強化であった。これは大部分は西海岸に注力され、1326年の財務記録にはその地域における彼の家臣が船と漕ぎ手によって彼を助けるという封建的義務が記録されている。彼の治世の後半にかけて、彼はクライド川岸のカードゥロス(Cardross)で少なくとも1隻の軍艦が建造されるのを監督した。14世紀後半には、大部分はスコット人とフランドル人とフランス人の商人と私掠船によって、イングランドとの海戦が行われた。ジェイムズ1世は海軍力に大きな関心を持った。1424年にスコットランドに帰還すると、彼はリース(Leith)に造船所と船具庫、作業場を設立した。そこで王の船が建造・艤装されて戦争や交易に使われた。その船のうちの1隻が1429年の彼の島嶼への遠征に随行した。そしておそらくこの時期にスコットランドの海軍卿(Lord High Admiral of Scotland)の職が設立された。1488年にジェイムズ3世が貴族と対立する際には、「フラワー号 Flower」と「キングズ・カーヴェル号 King's Carvel」（または「イエロー・カーヴェル号 Yellow Carvel」とも知られる）という2隻の彼の軍艦による助けを受けた。
ジェイムズ4世は船隊事業を新たな地盤で行った。1504年5月にニューヘヴン(Newhaven)に新しい港を作り、2年後にはAirthの岸に造船所を建設した。フォース湾の湾奥はインチガーヴィー(Inchgarvie)に新たに作られた防備によって守られた。ジェイムズ4世は王立スコットランド海軍(Royal Scots Navy)のために全部で38隻の船を獲得した。「マーガレット号 Margaret」やキャラック船である「マイケル号 Michael」などである。後者は莫大な費用でニューヘヴンで建造され、1511年に進水し、長さは73メートル (240 ft)、重さは千トンで、24の砲を有し、当時はヨーロッパ最大の船であった。スコットランドの船は私掠船に対抗するのに成功し、島嶼への王の遠征にも伴い、スカンディナヴィアやバルト海での対立にも干渉した。フロドゥン戦役では、船隊は16隻の大規模な、そして10艘の小規模な船によって構成されていた。アイルランドのキァリックファーガスに対する侵攻のあと、船隊はフランスのものと合流し、その戦いにほとんど影響を与えなかった。フロドゥンの悲劇のあと、マイケル号はおそらく他の船とともにフランスに売られ、1516年以降王の船について王の記録から消えたのであった。

## 宗教

### キリスト教会

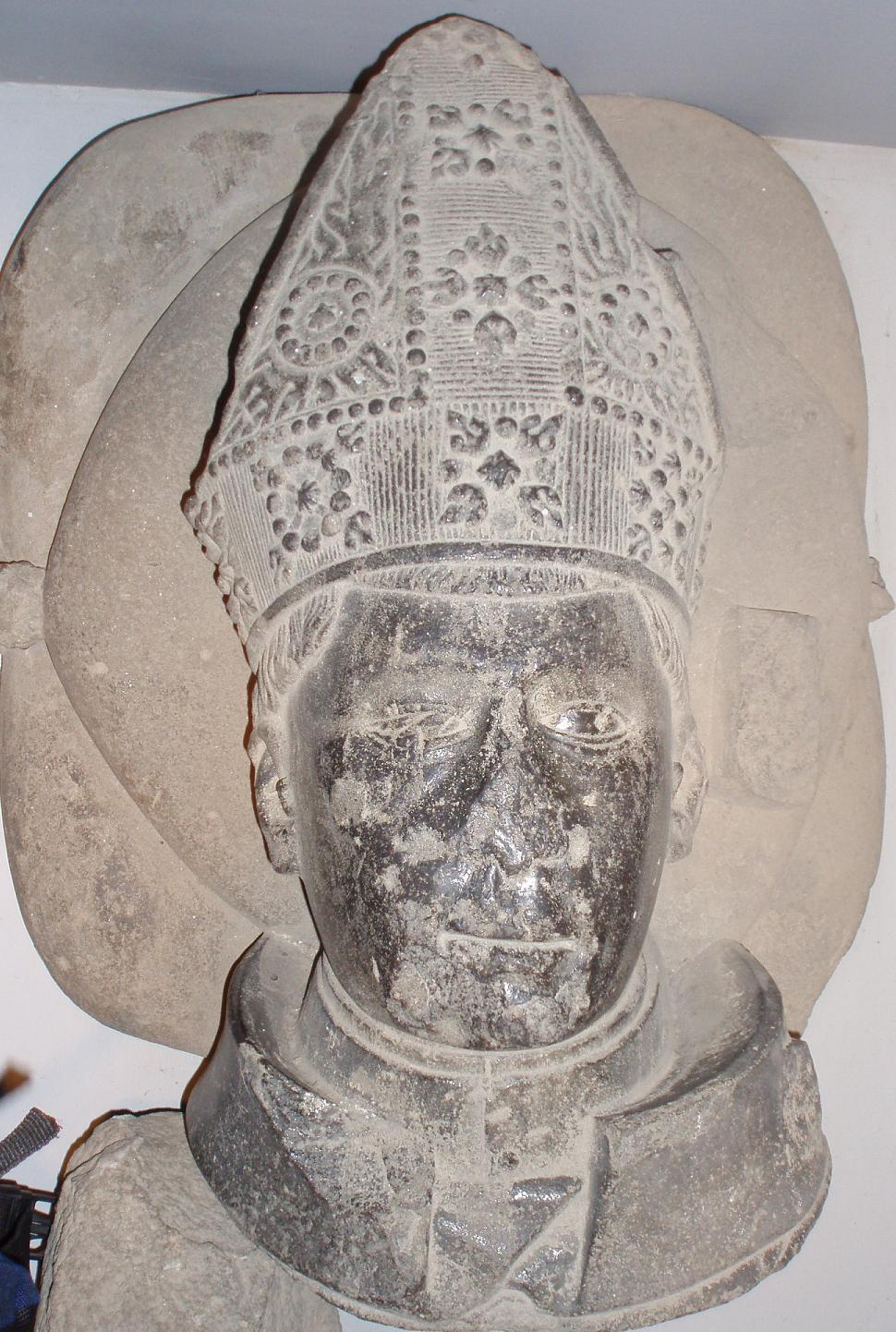
ヘンリー・ウォードロー（ Henry Wardlaw、1440年死亡）の胸像。セント・アンドルーズ司教、ジェイムズ1世の師であり助言者、セント・アンドルーズ大学の設立者、ロラード派の脅威との戦いにおける主要な人物のうちの1人であった。

1192年にイングランドの教会組織からの独立を手に入れて以来、スコットランドのカトリック教会は「教皇の特別の娘」であり、仲介を挟まずに教皇庁との直接の関係を享受していた。1472年までスコットランドのカトリック教会は大司教を欠いたため、司教によって構成される特別な会議によって実質的に運営された。1472年にセント・アンドルーズが最初の司教座となり、1492年にグラスゴウがそれに続いた。中世後期の宗教は政治的な側面を帯びており、ロバート1世は聖コルンバの遺物を含むと言われる「brecbennoch マニマスク聖遺物箱 Monymusk reliquary」をバノックバーンの戦いへと運んだ。ジェイムズ4世はテイン(Tain)とウィットホーン（Whithorn）への巡礼を行い、ロスとギァロウェイの両地域を王の権威下にもたらすためにそれを利用した。また、イングランドにおける典礼の実践からスコットランドのそれを区別するさらなる試みもあり、イングランドの礼拝のためのセイラム式文(Sarum Use)を置きかえようと王の特許により1507年に印刷所が設立された。ヨーロッパの他の地域と同様に、シスマにおける教皇の権威の失墜によって、王はスコットランド王国内の主要な教会の任命権を実質的に支配することが可能となり、この地位は1487年に教皇庁によって認められた。これにより王は自身の臣下や親族を主要な地位に置くことが可能となり、例えばジェイムズ4世の非嫡出子であるアレグザンダー(Alexander)は11歳でセント・アンドルーズの大司教に指名され、王の影響力を強めると同時に、教会を聖職売買(venality)や縁故主義へとさらすことになった。これにもかかわらず、スコットランド王と教皇との関係は概して良好であり、ジェイムズ4世は教皇の好意のしるしを受け取った。

### 人々の宗教実践
伝統的なプロテスタント的歴史叙述は中世後期スコットランド教会の堕落と不人気を強調したが、より最近の研究は、教会が異なった社会集団の精神的な欲求を満たしていた方法を示してきている。歴史家はこの時期における修道院の衰退を認めている。多くの修道院はより少数の修道士を持つようになり、このような修道士はしばしば共住生活を放棄し、より個人的で世俗的な生活様式を取るようになった。有力者からの新しい修道院の寄進も15世紀に衰退した。対照的に、15世紀後半のバラにおいては托鉢修道会に属する托鉢修道士が増加し、人々に対して説教を与え聖職を司った。フランシスコ会は1467年以降スコットランド管区として組織され、1480年代にはフランシスコ会とドミニコ会は別々の管区として認識された。教会が増える傾向にあったイングランドの町とは対照的に、ほとんどのスコットランドのバラにおいては大抵ただ1つの教区教会のみがあった。しかし、この時期に煉獄の教義の重要性が増すにつれて、礼拝堂管轄区(chapelry)や聖職者、死者のためのミサの数は急速に増大した。聖人のための祭壇の数もまた劇的に増え、ダンディーの聖マリア教区教会(St. Mary's in Dundee)にはおそらく48が、エディンバラの聖ジャイルズ教会(St Giles' in Edinburgh)には50以上があった。スコットランドにおいて祝福される聖人の数も増え、アバディーンの聖ニコラス教会(St Nicholas church in Aberdeen)において使われるミサ典書(missal)には約90が加えられた。15世紀にイエス・キリストや聖母マリアと結びついた新しい崇拝(例えば「5つの聖痕」や「キリストの血」「キリストの御名」)がスコットランドに届き始め、主の奉献の祝日(聖燭祭)やエリザベト訪問、雪の聖母といった新しい祝祭も祝われるようなった。14世紀初期に教皇庁は聖職兼任の問題を縮小しようとしたが、相対的に貧しい聖職禄や、特に黒死病後は聖職者の不足によって、15世紀には2つ以上の聖職禄を持つ聖職者が急増した。このことは、教区教会の聖職者のほとんどが下位の教育程度の低い階層の出身であり、彼らの教育や能力の基準について頻繁に不満が起こったことを意味したが、兼任が実際に衰退していったことを明らかに示す証拠はほとんどない。異端はスコットランドにおいてはロラード主義の形態で15世紀初期にイングランドとベーメンから流入し始めた。しかし、異端者の火刑や反秘跡的な要素に対する明らかな支持の証拠が多数あるにもかかわらず、おそらく異端は比較的小規模な運動にとどまった。

## 文化

### 教育

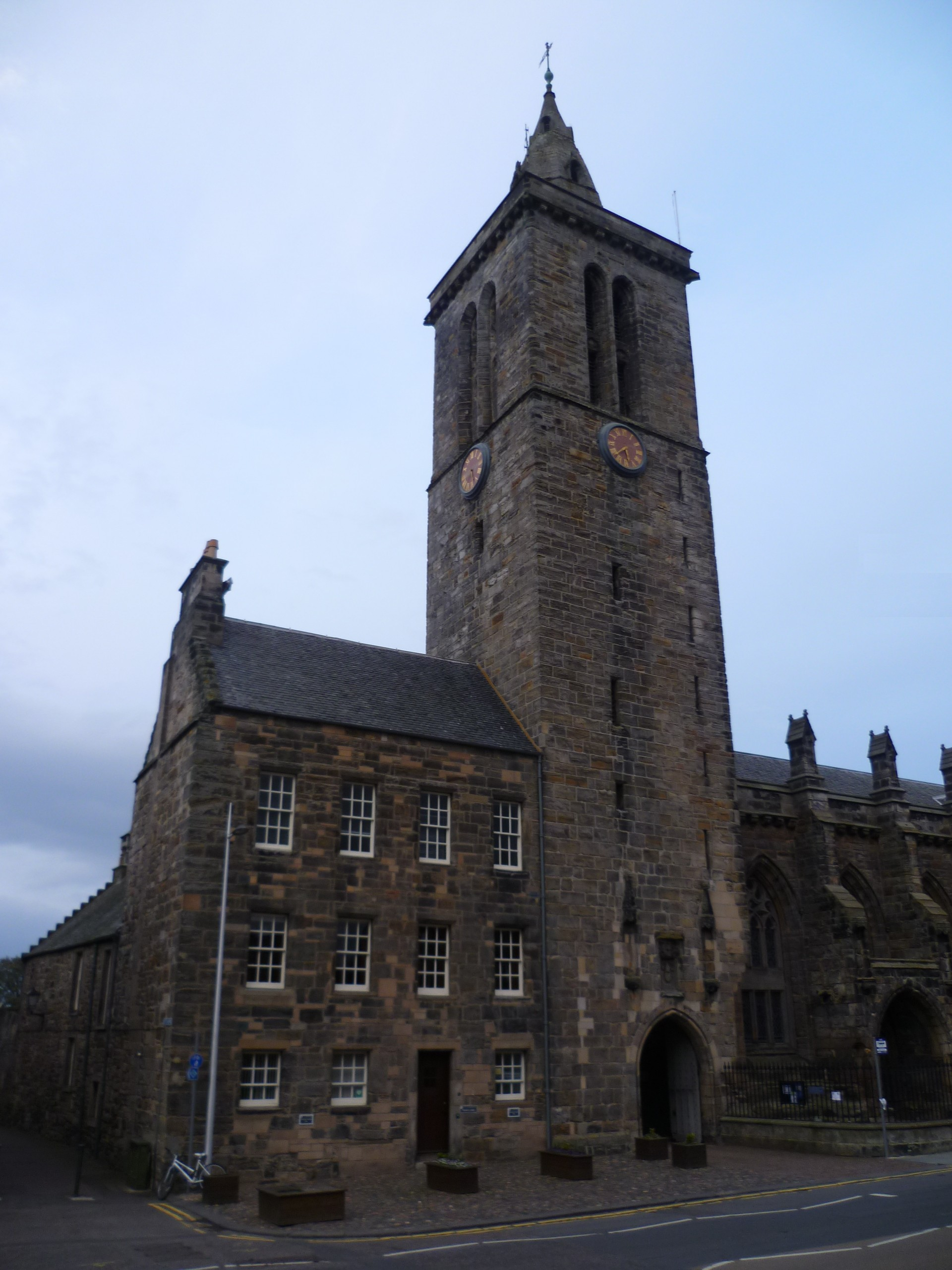
セント・アンドルーズ大学の聖サルバドール・カレッジの塔

中世スコットランドにおける教育は教会によって支配されており、大部分は聖職者の訓練と教育が目されたものであった。中世後期になると、教育組織の数が全体的に増加するとともに、俗人による利用も増加した。このようなものの中には、領主や豊かなバラ民の家庭における私的な授業や、多くの主要教会に付随する歌学校や、特にバラにおけるグラマースクールのようなものが含まれた。これらはほぼ例外なく男子に向けられたものであったが、15世紀末までには女子のための学校がエディンバラに作られた。教育に対する強調が増大した結果、1496年に教育法(Education Act 1496)の通過へと実り、資産のあるバロンと自由保有者のすべての男子はグラマースクールに通うべきであると定められた。この結果、富裕層の男子に大いに偏ってはいたが、識字率が上昇し、中世後期末には有力者のうち6割ほどは読み書きが可能であった。
15世紀までは大学で教育を受けることを望む人々はイングランドか大陸に行かなければならなかったが、15世紀には状況が変わり、1413年にセント・アンドルーズ大学が、1451年にはグラスゴウ大学が、1495年にはアバディーン大学が設立された。当初、これらの大学は聖職者の訓練が意図されていたが、統治や法を司る役職に聖職者が独占していることを打破しようとし始めた俗人によっても次第に使用されるようになっていった。スコットランド人の学者たちは二番目の学位を目指して大陸を訪れ続け、このような国際的な接触により新しい人文主義の考えがスコットランドの知的生活へと還流した。

### 芸術と建築

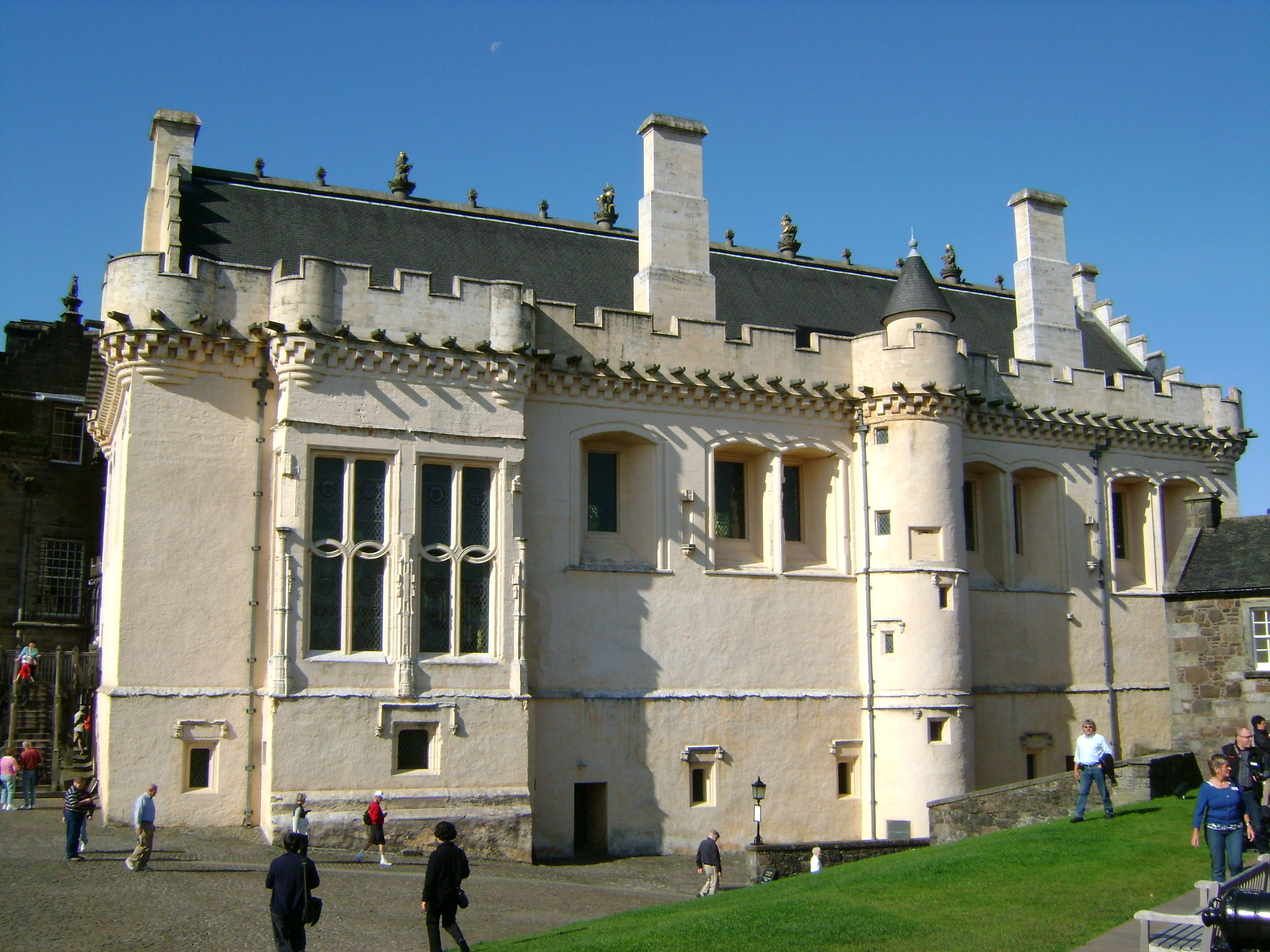
15世紀後半、ジェイムズ4世によって建てられたスターリング城の大広間。伝統的なスコットランド様式と大陸のルネサンスの特徴の融合を示す。

スコットランドは劇的に配置された城で有名であり、その多くは中世後期に起源を有している。富裕者がより快適な邸宅へと移り始めたイングランドとは対照的に、スコットランドでは城が近代に入るまで建てられ続けた。その結果、下層貴族や商人階層の間で人気となり、19世紀にはスコッティシュ・バロニアル様式(en:Scottish baronial architecture)へと発展することになる。この建築様式は、しばしば防御が意図されて塔館(en:tower house)の形で建てられ、スコットランドの最初の独特な建築様式である持ち送り構造のタレットと階段状の出っ張りを施された切妻壁(en:Crow-stepped_gable)によって特徴づけられた。これらの城館の天井は、ヨーロッパの文様集から取られた象徴的な模様や這っているような奇妙な文様の芸術家の解釈を使った、鮮やかな色彩が施された天井板や梁で飾られた(Scottish renaissance painted ceilings)。この様式の最も壮麗な建物は、リンリスゴウ宮殿やホリールード宮殿、フォークランド宮殿、改築後のスターリング城といった王の宮殿であり、それらすべては特にフランスやネーデルラントからの大陸ヨーロッパの建築の要素をスコットランドの作風や素材（特に石とハール (en:harl) という漆喰）に適合されたものを持っている。15世紀のダンディーの聖マリア教区教会(St. Mary's in Dundee)や、ダンバー (Dunbar) にあるような庁舎（トールブース）においても、より質素な形で見られる。
スコットランドの教区教会建築はたいていイングランドにおけるものよりも精巧さではるかに劣っていた。多くの教会は単純な長方形で、袖廊と側廊がなく、塔がないこともしばしばであった。高地地方の教会はさらに簡素な場合が多く、多くは粗石の石積みで、住居や農行家屋と外見上の見分けがつかないこともあった。しかし、より壮麗な大陸形式で作られた教会も存在した。フランス人石工親方であるジョン・モロウがグラスゴウ大聖堂の建設とメルローズ修道院の再建のために雇われた。その両者ともがゴシック建築の見事な例とみなされている。教会の内装は宗教改革前はより精巧なものであることが多く、優れて装飾された聖櫃とともに、DeskfordとKinkellに現存している教会が示している。15世紀半ばに作られたロスリン礼拝堂 (Rosslyn Chapel) の彫刻は、七つの大罪の展開を精緻に描いており、ゴシック様式における最上の例の1つだとみなされる。中世後期のスコットランドの教会には、ダグラス (Douglas) の町のダグラス墓石のように、精巧な墓碑銘が置かれることも多い。
中世後期のスコットランド出身の芸術家についての情報はほとんど残っていない。イングランドにおいてと同じように、スコットランドの君主は複写や再現に使われる見本肖像画を持っていたかもしれない。しかし現存する版は大陸の基準と比べると概して未熟である。はるかにより印象的なのは、大陸から輸入された作品や芸術家であり、とくに北方ルネサンスにおける絵画の中心地と一般的にみなされていたオランダからのものであった。このような関係に由来する作品には、パースの聖ヨハネス教会（St. John's Kirk）にある繊細な吊り下げ照明や、ダンケルにもたらされた聖カタリナと聖ヨハネの聖櫃と図像、ホリールードの祭服と壁掛け、ジェイムズ3世が注文してエディンバラのトリニティ・カリッジ・カーク (en:Trinity College Kirk) のためにフーゴー・ファン・デル・グースに作らせた祭壇画、フランドル人「スコットランドのジェイムズ4世のマスター Master of James IV of Scotland」によるとされる作品、そしてジェイムズ4世によりマーガレット・テューダーに与えられたフランドル人ベニング(en:Simon Bening)の時祷書などがある。

### 言語と文学

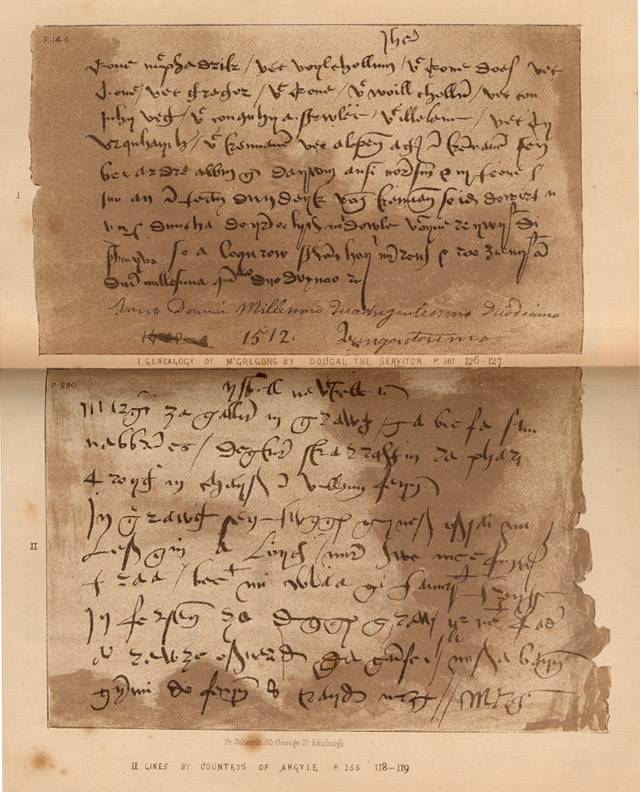
1862年にウィリアム・フォーブズ・スキーン(William Forbes Skene)によって印刷された『Book of the Dean of Lismore』の2つの複写

スコッツ語有力者と社会上層人士の支配言語になったのは、スコットランドの国民意識と結びつくようになり、スコットランド・ゲール語を犠牲にして高地地方に浸食していった、この時代においてであった。この時代にはしばしば「イングリッシュ」と呼ばれた中スコッツ語は多くを古英語に由来し、ゲール語とフランス語からも影響を受けた。イングランド北部で話される言語と似てはいたが、14世紀後半以降明確に別個の言語となった。5世紀以降概ねアングロ・サクソン系の定住者によって彼らの言語がそこにもたらされたため、スコッツ語は低地地方と国境地方の有力言語であった。しかし中世後期には、次第にフランス語を捨てた支配的人士によっても採用され始めた。15世紀までにはそれは統治のための言語になり、ジェイムズ1世の治世以降パーラメントの制定法や評議会記録、財務記録のほとんどすべてがスコッツ語を使用した。結果として、かつてテイ川以北で優勢であったゲール語は、着実に衰退していった。
ゲール語は、ゲール・ブリトン的吟遊詩人（バルド）文化の伝統を持つ言語であり、幾世代間もにわたり口頭伝承を可能にするものであった。吟遊詩人の学校の構成員は、ゲール語の詩の複雑な規則と形式を教えられた。文字を使用しない社会において彼らは知識の貯蔵庫であり、その知識は物語や歌だけでなく家の系譜や医学にまで及んだ。中世後期の始めには、彼らは、大領主から高地地方の族長にいたるまで彼らの宮中の多くで見られた。吟遊詩人の伝統は他所の傾向から完全に孤立していたわけではなく、大陸での発展に影響された恋愛詩や、ラテン語から翻訳されたパドヴァやサレルノ、モンペリエからの医術手稿をも含んでいた。また、ゲール語の口承伝統は文字の形として明確になり始めた。16世紀初めにジェイムズ・マグレガー(James McGregor)によって作成されたゲール語詩の大編集物である『Book of the Dean of Lismore』は、おそらく大族長の宮中で使用されるのを意図して作成された。しかし15世紀までには、低地地方の作者はゲール語を二流で粗野な、さらには面白い言語として扱い始めた。これが、高地地方の態度を形作り、低地地方との文化的隔たりを生み出す一助となった。
スコットランドにおいて国民文学の言語として現れたのはスコッツ語であった。現存する最初の大規模な原文はJohn Barbourの『ブルース The Brus』（1375年）である。これはロバート2世の後援により作成され、イングランドが再侵攻する前の独立戦争の終わりまでのロバート1世の事績について叙事詩の形での物語を伝える。この作品はスコッツ語話者の貴族の間で非常に人気を博し、Barbourはスコッツ語詩の父として参照され、イングランドにおけるチョーサーと似たような位置を占めている。15世紀初頭にアンドルー・オヴ・ウィントン(en:Andrew of Wyntoun)の韻文『オリジナル・クロニクル Orygynale Cronykil of Scotland』とブラインド・ハリー(en:Blind Harry)の『ウォレス The Wallace』がこれに続いた。これらは騎士道物語と韻文の年代記を融合したものであった。それらはおそらく、この時期に生み出されて人気を集めたフランスの騎士道物語のスコッツ語版(例えば『アレクサンダーの書 The Buik of Alexander』や『湖の騎士 Launcelot o the Laik』、ギルバート・ヘイ（Gibert Hay）による『貴人の美徳 The Porteous of Noblenes』など）に影響されていた。

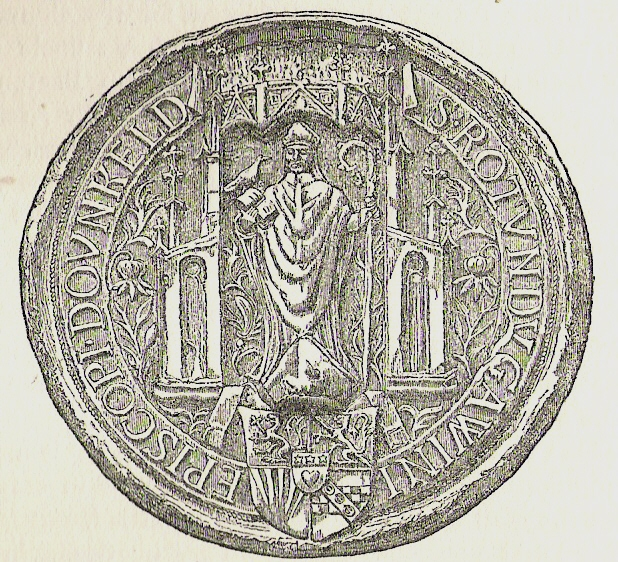
ダンケル司教であり、マカー、翻訳者でもあったギァヴィン・ダグラス(Gavin Douglas)の印章

中スコッツ語文学の多くはマカー (makar) と呼ばれる王の宮廷とつながりがある詩人によって生み出された。このような人々の中に『王の書 The Kingis Quair』を書いたジェイムズ1世もいた。マカーの多くは大学教育を受け、それゆえ教会との関係も持っていた。しかし、ダンバーの『Lament for the Makaris』 （1505年頃）は、今では大部分が失われてしまった宮廷や教会とは関係ない世俗の著述の伝統が広範に存在していた証拠を示している。スコットランドに印刷が出現する以前は、Robert HenrysonやWilliam Dunbar、Walter Kennedy 、 Gavin Douglasといった著者がスコットランドの詩における黄金時代を指導するものとしてみなされてきている。
15世紀後半、スコッツ語の散文もまた1つの形式として発展し始めた。現存する最も初期の作品には、神学者ジョン・アイアランド（John Ireland）の『思慮の鑑 The Meroure of Wyssdome (1490)』がある（これより前のAuchinleck Chronicleのようなスコッツ語の散文も断片的に存在してはいるが）。また、フランス語の騎士道についての書の散文の翻訳が1450年代以降現存しており、『The Book of the Law of Armys』や『 騎士道 Order of Knychthode』、論考「Secreta Secetorum」などがあり、さらに、アレクサンドロス大王に対するアリストテレスの助言であると信じられているアラビア語の作品もある。ジェイムズ4世の治世における代表的な作品はギァヴィン・ダグラス（Gavin Douglas）によるウェルギリウスの『アエネーイス』のスコッツ語版である『Eneados』である。これは主要な古典作品の最初のアングロ系言語への翻訳であり、1513年に完成したが、フロドゥンの悲劇により影を落とされてしまった。

### 音楽

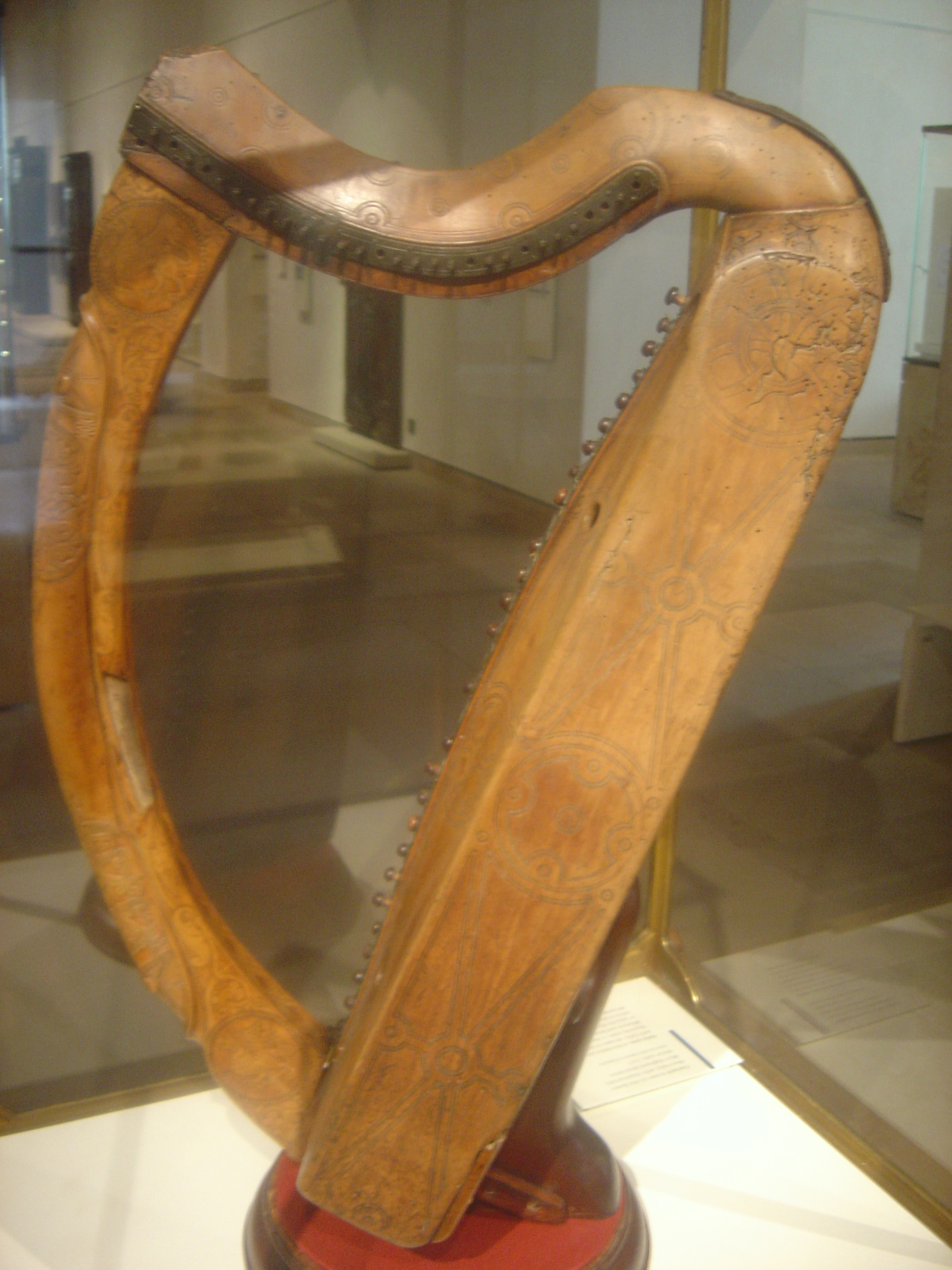
1400年頃西部高地地方で作られたスコットランドのクラーシャッハ（ケルティック・ハープ）。「ラモントのハープ」として知られる。

バルド（吟遊詩人）は音楽家であり、詩人、語り部、歴史家、系図家、法家でもあり、幾世代間もさかのぼる口頭伝承に依存した。彼らはウェールズやアイルランドだけでなく、スコットランドにおいても見られた。彼らはハープを携えることが多く、中世期を通じてスコットランドの宮中の記録の中に登場する。中世後期以降のスコットランドの教会音楽は、次第に大陸における発展の影響を受けた。例えば、パリで教育を受けた13世紀の音楽理論家Simon Taillerは、スコットランドに戻ると、教会音楽にいくつかの改革をもたらした。セント・アンドルーズと関係のある13世紀の「Wolfenbüttel 677」のようなスコットランドの音楽の集成は、大部分はフランスの作品であるが、一部にスコットランド独自の様式が見られる。1406年から1424年までのイングランドでの捕囚中にジェイムズ1世は詩人と作曲家としての名声を得、解放の際にはイングランドと大陸の様式と音楽家をスコットランド宮廷へと持ち帰った。15世紀後半には、John Broune, Thomas Inglis and John Fetyのようなスコットランドの音楽家がネーデルラントで教育を受けた。とくにJohn Fetyはアバディーン、次いでエディンバラの歌の学校の長となり、5本指でオルガンを演奏する新しい技術を導入した。1501年、ジェイムズ4世はスターリング城内に王立チャペルを再建し、聖歌隊席を新たに拡張した。そこがスコットランドの礼拝音楽の中心地となった。1503年にヘンリー7世の娘マーガレット・テューダーとジェイムズが結婚したことで、スコットランド音楽におけるブルゴーニュとイングランドの影響がおそらく強まった。

## 国民意識
中世後期は、スコットランドの国民意識が作り出された最初の時期であったとしばしばみなされてきている。これは、その国を併合しようとするイングランドの試みへの対抗や、社会的・文化的な変容の結果の中で作り出されてきたものであった。イングランドによるスコットランドへの侵入と干渉が、ゆうに15世紀に入るまでスコットランドの外交政策を支配したイングランドに対する嫌悪と国民統合の感覚とを作り上げ、このことによってジェイムズ3世とジェイムズ4世のようなスコットランドの王がイングランドに対して平和的な政策を遂行するの難しくしたと判断されてきている。とくに「アーブロウス宣言 Declaration of Arbroath」の中で、イングランドの攻勢に直面したスコットランドの古くからの独自性と、スコットランドの共同体を守ることが王の役割であると主張されている。この文書は「主権に関する国民的な理論」の最初のものであるとみられてきている。

この時期に国民的象徴として採用された聖アンドリュー十字

中スコッツ語が貴族に採用されたことをは、支配者と被支配者とのあいだで共有される国民的一体感と文化が築き上げられていることを示すものとして見られてきている(テイ川以北でゲール語が依然として支配的であったという事実が、高地地方と低地地方との間の文化的分断を大きくするのに貢献してはいたが)。中世後期に作られたスコットランドの国民文学では、王権や国民意識に仕えるような伝説や歴史が使用され、少なくとも上流階層の聴衆なかで国民意識の感覚を醸成するのに貢献した。『ブルース Brus』や『ウォレス Wallace』のような歴史叙事詩はイングランド人の敵に一致して対抗するという物語の下地を形作った。アーサー王文学は、アーサーを適役として扱い、ピクト人の王の息子モルドレッドを英雄として扱う点で、慣習的な伝説の版とは異なっていた。ジョン・オヴ・フォーダン(John of Fordun; c.1320-c.1384)によって体系化されたスコット人の起源神話は、ギリシャのある王の息子Gathelusと彼のエジプト人の妻スコタ (Scota) にまでさかのぼり、この起源伝説がギリシャ人に打ち破られたトロイア人に由来すると主張するイングランド人に対する優越性を訴える根拠をスコット人に与えた。
国民の旗が共通の象徴として登場したのはこの時期だった。Xの形の十字に縛られるあいだに殉教した聖アンドルーの像はウィリアム1世の治世のあいだにスコットランドに最初に表れ、13世紀後半にスコットランドの印章に再び描かれた。それの典型的な例は1286年に作られたスコットランドのガーディアンGuardians of Scotlandによって使用された印章である。聖アンドルーの簡略化された象徴であるサルタイアが利用された最初の例は14世紀後半に見られる。1385年にスコットランドのパーラメント (Parliament of Scotland) は、スコットランドの戦士は身分証明のために前面と後面の両方に白い聖アンドルー十字を身につけなければならないと定めた。聖アンドルー十字の背景の青色の使用は、少なくとも15世紀までさかのぼれると言われている。聖アンドルー十字が旗として参照される最初のの例は1503年頃の『ウィーン時祷書』の中に見られる。